# Huize Sint Joseph (Cadier en Keer)

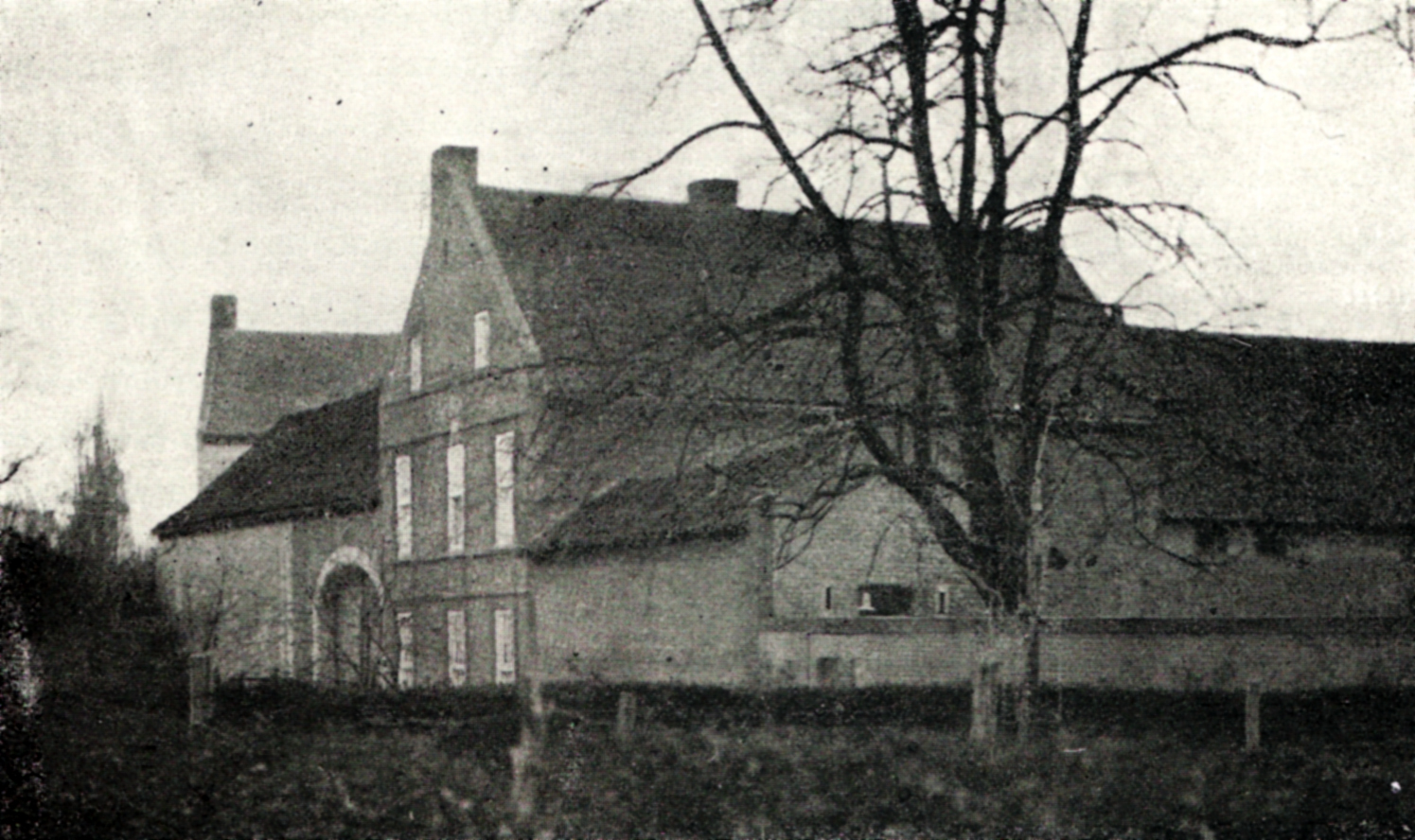
Boerderij "de Croon".

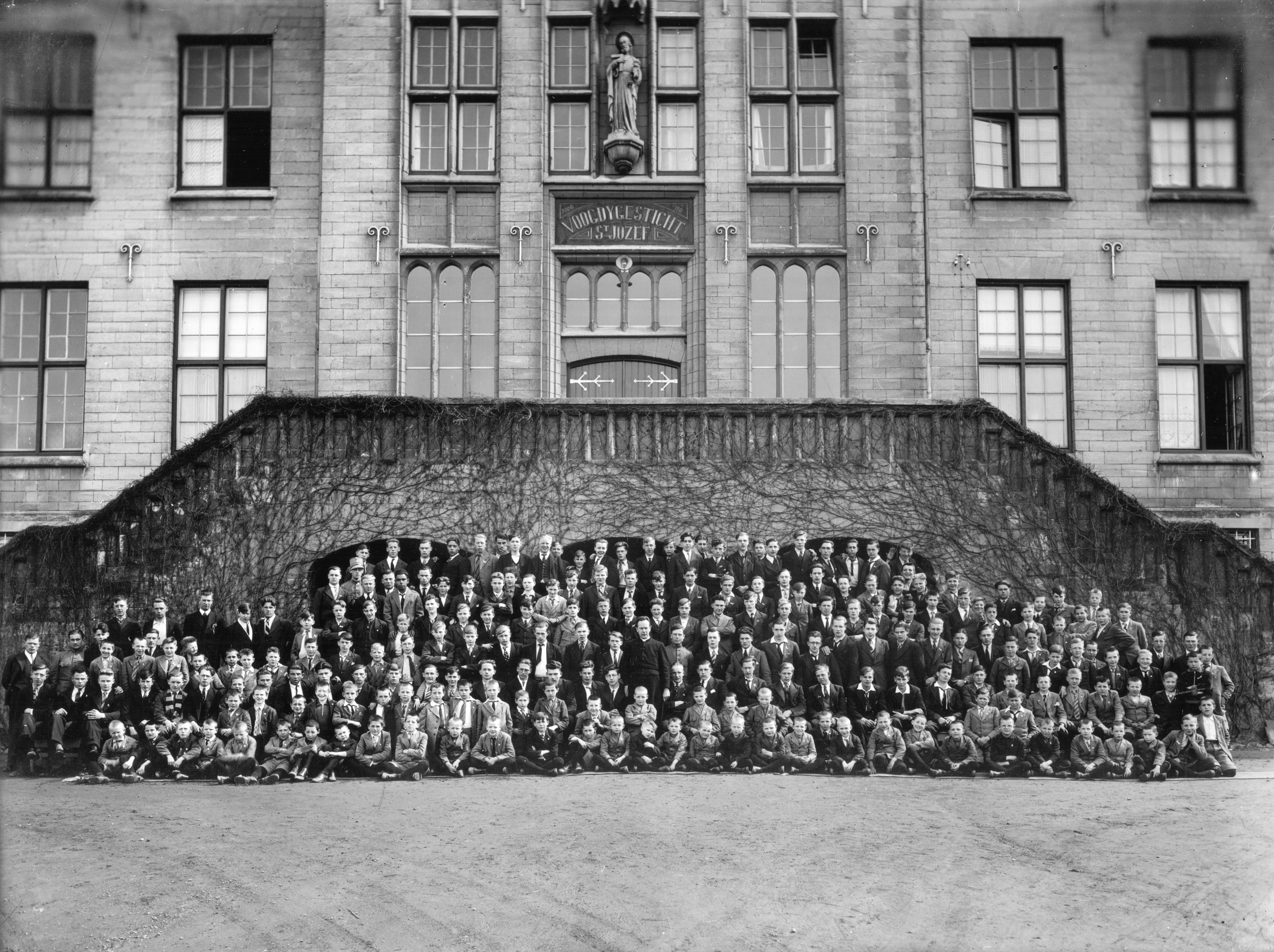
Voogdygesticht.ca. 1936

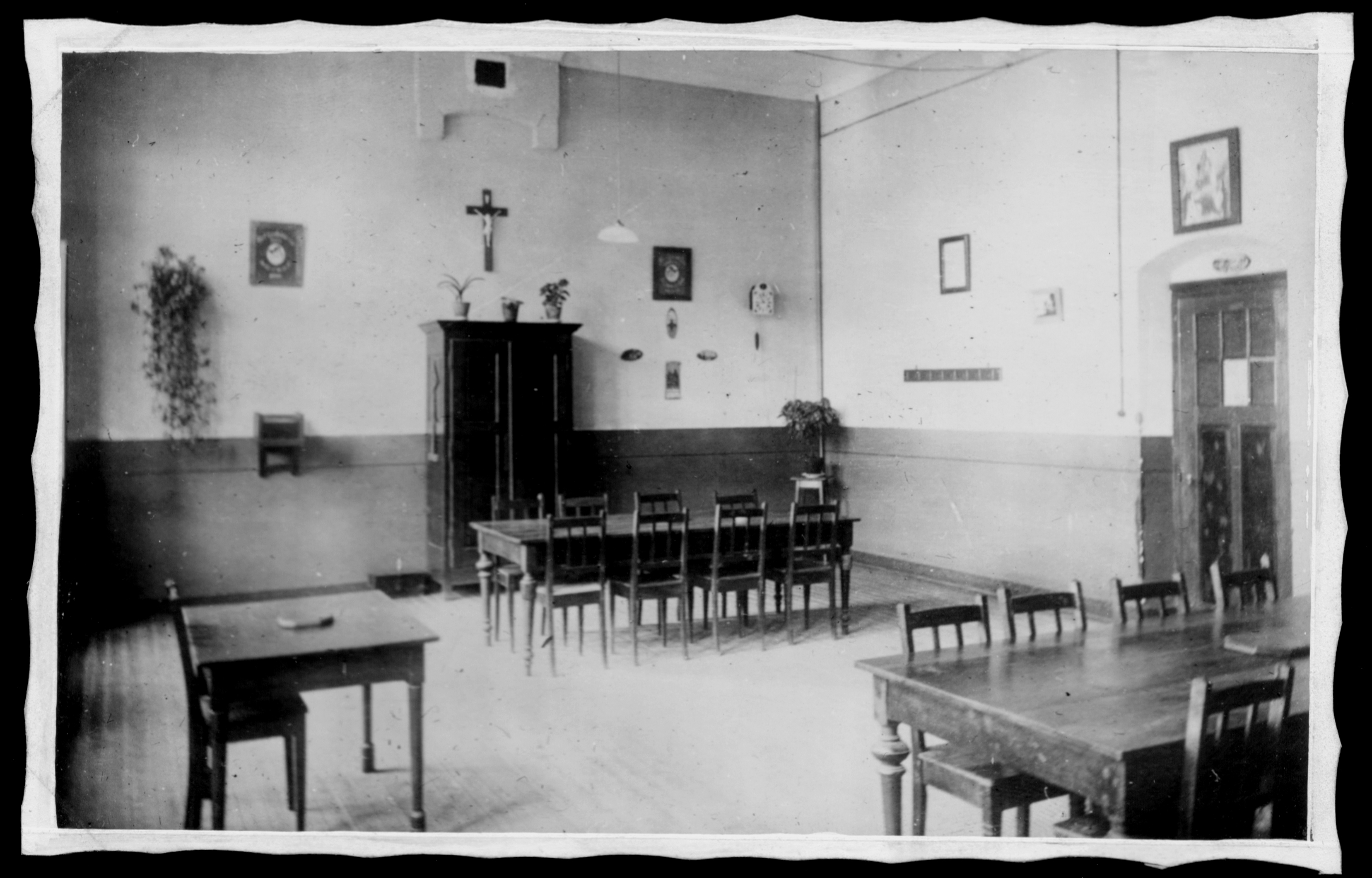
Jongensrefter ca.1933

Huize St. Joseph is een monumentaal gebouw in het Zuid-Limburgse landschap. Door de naamsbekendheid van het gebouw kreeg het ontstaan en het gebruik een ondergeschikte rol in de geschiedenis. Het gebouw is in de periode 1911-1913 door de priestercongregatie van het Heilig Hart van Jezus (S.C.J.) als Voogdijgesticht St. Jozef ontworpen, ontwikkeld en als eigenaar beheerd. Zij gaven in de periode 1911-1982 onderkomen aan in hoofdzaak reguliere jeugdzorg. Huize St. Joseph is gelegen aan de Pater Kustersweg 8 in het Zuid-Limburgse Cadier en Keer. Het is ingeklemd tussen de Maastrichtse wijk Heer en de buurtschap Berg. In de periode 1982-2006 heeft het gebouw onder leiding van het ministerie van Justitie door de Stichting Jeugdzorg St. Joseph een metamorfose ondergaan. Het bordeauxrode dak werd vervangen door een rood dak waarbij men tevens meer dan 45 dakkapellen verwijderde. Voor alle vensters werden tralies geplaatst waardoor het rustieke aanzicht van het gebouw verdween. Na het voltooien van een omheining rondom het hele gebouw werd in 2006 de Justitiële Jeugd Inrichting "Het Keerpunt" officieel in gebruik genomen. Sinds begin 2019 is de naam veranderd in de Jeugdinrichting "Via Jeugd". Het gebouw uit 1912 is een gemeentelijk monument.
In documenten en literatuur wordt de naam St. Joseph op verschillende wijze geschreven. Voogdijgesticht St. Jozef, Voogdijgesticht St. Joseph, Huize St. Jozef, Huize St. Josef en Huize St Joseph. Zelfs de originele naam van de "St. Jozef Vereeniging" wordt in de jubileumsuitgave  "Zilver over het Voogdijgesticht St. Joseph" als St. Josephvereeniging benoemd. Historisch correct is dat de congregatie S.C.J. de "St. Jozefvereeniging" heeft opgericht waaronder het "Voogdygesticht St. Jozef" viel.

## Geschiedenis

### De vooroorlogse geschiedenis 1901-1945
In de negentiende eeuw kwam de zorg voor verwaarloosde kinderen op gang, aanvankelijk vooral in particuliere kring. Groot probleem was de macht van de ouders, die hun kinderen konden terughalen wanneer zij maar wilden. De kinderwetten van 1901 maakten daar een eind aan. en maakte de weg vrij voor de opvang van kinderen die om wat voor redenen dan ook uit de ouderlijke macht waren ontzet. De congregatie S.C.J. (Congregatio Sacerdotum a Corde Iesu) gaf Pater Matthieu Gerlachus Kusters toestemming een voogdij/regeeringsgesticht in het Zuid Limburgse te stichten.
"Noodzakelijk en eerste vereiste was de juridische oprichting van het zedelijk lichaam of voogdij voerende vereniging. Dit was immers het orgaan, dat burgerlijke handelingsbevoegdheid moest verwerven." Op initiatief van pater Kusters werd op 18 mei 1911 de "St. Jozef vereeniging" opgericht, met Pater Kusters, als eerste directeur. In officiële termen werd haar doel aldus omschreven: "De Vereniging St. Joseph te Heer bij Maastricht stelt zich ten doel de zorg voor verlaten, hulpbehoevende of verwaarloosde mannelijke personen van elke leeftijd, in het bijzonder de duurzame verzorging van minderjarigen in of buiten gestichten."
Zij tracht dit doel te bereiken door:
1) opvoeding, verzorging en verpleging.
2) het aanvaarden van voogdijen en van de opdracht tot verpleging van jeugdige personen, die ter beschikking van de Regering gesteld zijn."
Op 15 juni 1911 volgde de goedkeuring bij koninklijk besluit; de publicatie geschiedde in de Staatscourant van vrijdag 14 juli 1911. De bouw van het Voogdijgesticht St. Jozef kon beginnen. Pater Kusters woonde in 1911 met een groep jongens aanvankelijk in de oude boerderij "De Croon" op de Keerderberg te Cadier en Keer waar men begon met het lager onderwijs. 

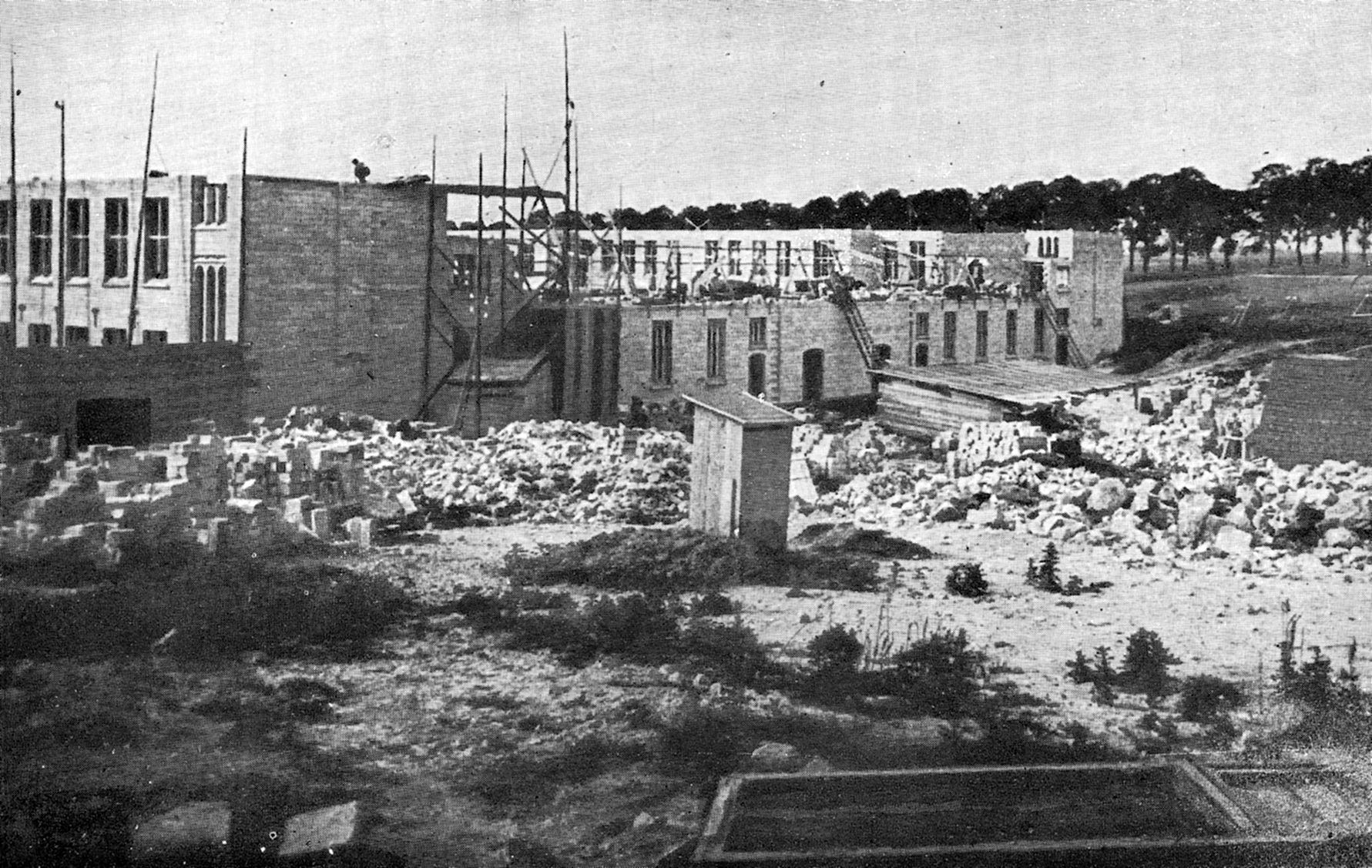
Nieuwbouw ca.1911

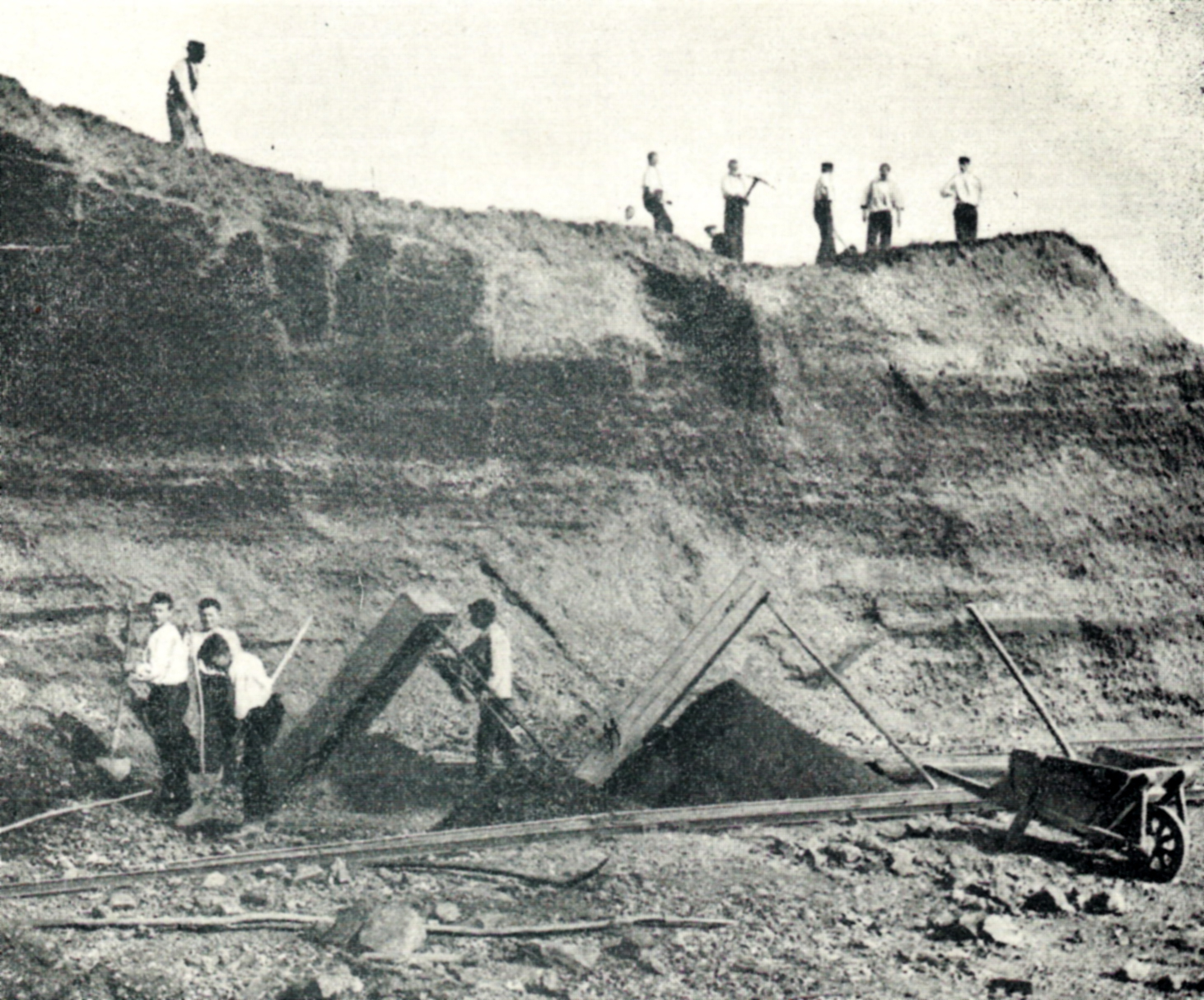
Jongens delven kiezel op de "Kiezelkuil". 1911

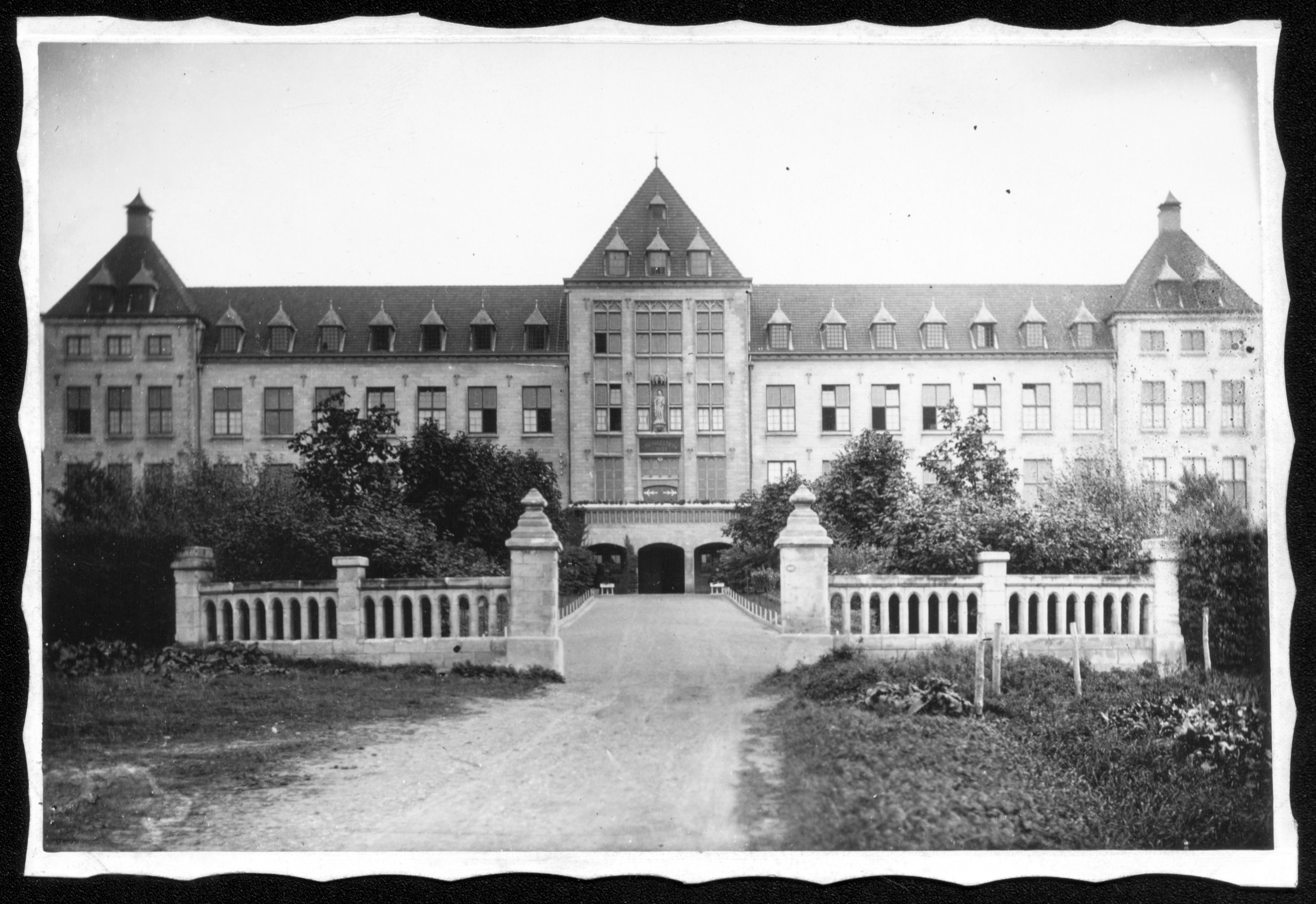
Het "Grote Huis" 1925

Het ministerie van Justitie verplichtte pater Kusters bij de nieuwbouw een deel van het Voogdijgesticht ter beschikking te stellen als Regeringsgesticht. Het onder voogdij stellen van minderjarigen liep via een kinderrechter. De meeste kinderen hadden met criminaliteit weinig of niets te maken. Anders was het bij zogenaamde regeeringskinderen, die ter beschikking van de regering waren gesteld. Deze waren wegens strafbare feiten veroordeeld, maar kregen op grond van lichte vergrijpen een kans zich te verbeteren in een Voogdijgesticht. Als "Regeeringsgesticht" beschikte het "Grote Huis" om die redenen ook over cachotten.
Een andere verplichting kwam van de bisschop van Roermond. Zijn toestemming met de bouw van het voogdijgesticht kwam met de opdracht een kerk te bouwen voor arbeiders die aan de rand van Maastricht woonde. Dit resulteerde in de bouw van de Koepelkerk.
Het Grote Huis werd gebouwd in de periode 1911-1913 naar een ontwerp van architect N. Ramakers uit Sittard. Omdat het op een helling lag kwam er zand, grind en leem vrij bij het egaliseren van het terrein. Dit werd als bouwmateriaal gebruikt, van het leem werden bakstenen gebakken in vier steenovens. Naast nieuwe mergelgroeven (Nieuwe Groeve Sint-Joseph) werden ook de oude mergelgroeven in de omgeving weer in gebruik genomen om in de vraag te voorzien (Scharnderberggroeve en Heerderberggroeve). Aldus kwam een groot carrévormig complex tot stand in streng symmetrische, historiserende stijl. Het werd uitgevoerd in mergelsteen op een plint van Kunradersteen.

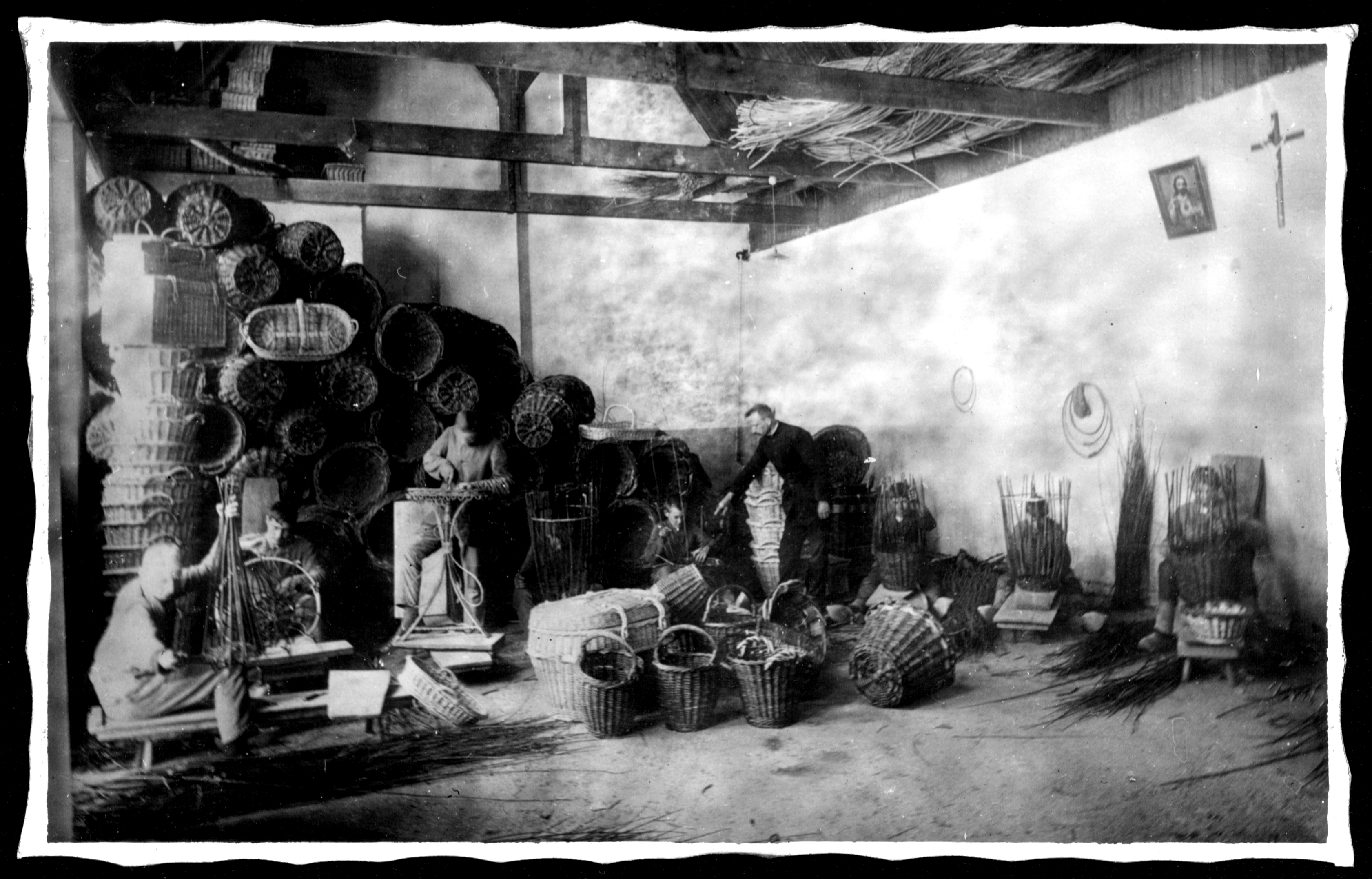
De Mandenvlechters.

Het gebouw bestond uit vier woon en werkverdiepingen, In de kelder bevond zich aan de voorkant van het gebouw de keuken, stokerij, wasserij en verstelkamer. Verder achterin enkele werkplaatsen en links achteraan in de kelder de cachotten en rechts de douches. Op de begane grond bevond zich de hoofdingang met ontvangsthal en doorgang naar de kapel, links de lokalen van de lagere school en rechts enige spreekkamers en de eetzaal van de paters. In de gangen die naar achter voerde bevonden zich in iedere gang vier refters die zowel van binnen als van buiten toegankelijk waren. In de gang aan de achterkant bevonden zich ook vier refters die alleen vanuit de gang toegankelijk waren en uitsluitend uitzicht hadden op de binnenplaats. Vanuit het midden van de achterste gang had men toegang tot de grote toneelzaal. Op de eerste verdieping waren boven iedere refter de slaapzalen van de betreffende wooneenheid. Aan de voorzijde bevonden zich het secretariaat, de econoom, de doktersspreekkamer annex apotheek en bestuurskamers. Op de bovenste verdieping onder het dak bevonden zich de kamers van de geestelijken waarbij paters aan de voorkant woonde.
De opvoeding van de jongens was spartaans en streng. "De tucht en de discipline waren, zoals reeds aangeduid, uitermate streng en de straffen bij vergrijpen logen er niet om. Op ontvluchting stond veertien dagen cachot met om de andere dag water en brood, daarna een half jaar geen bezoek en "s zondags niet wandelen. Als "toegift" kwam er nog gangen schrobben bij. Deze krasse sancties bij ontsnapping hingen ongetwijfeld samen met het feit, dat het aantal ontvluchtingen min of meer normbepalend was voor de kwaliteit van de inrichting, althans in de ogen van de inspecteurs van het ministerie van justitie. Hoe minder vluchtelingen, hoe beter het gesticht!". De broeders werden meer als bewakers gezien dan als groepsleiders, zij werden bij een ontvluchting meestal persoonlijk verantwoordelijk gesteld.            

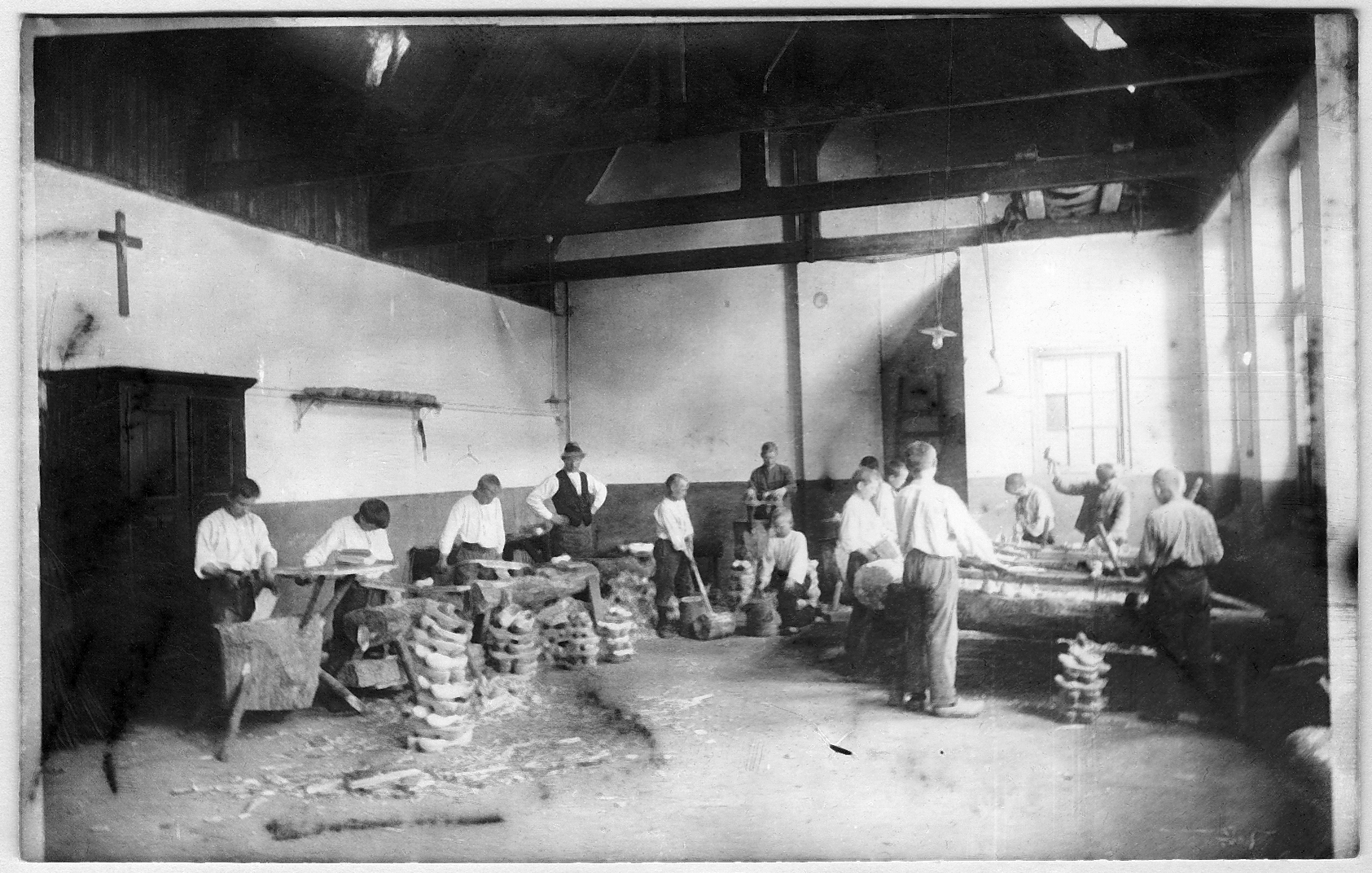

De pedagogische aanpak was duidelijk gebaseerd op militaristische principes of op kloostertradities. Het huishoudelijk reglement was praktisch ontleend aan het kleinseminarie van de congregatie. Hierbij werd wel eens vergeten, dat de aangeboden jeugd gewoonlijk uit niet-godsdienstige gezinnen kwam. Plotseling werden ze als het ware ondergedompeld in een gemeenschap waar van "s morgens vroeg tot "s avonds laat reglementair gebeden werd".
In 1913 arriveert een groep jongens uit het Rijks- opvoedingsgesticht "De Kruisberg" te Doetinchem. Zij droegen donkergrijze uniformen met koperen knopen, versiert met de letters ROG (door henzelf als Rijksongedierte geïnterpreteerd). Volkomen militair gedrild springen ze voor iedereen, die hen aanspreekt onmiddellijk in de houding. Met hun overplaatsing waren ze overigens erg gelukkig, want de voorschriften die bij St. Joseph golden waren, hoe streng dan ook, toch altijd menselijker dan die waar zij aan gewend waren.

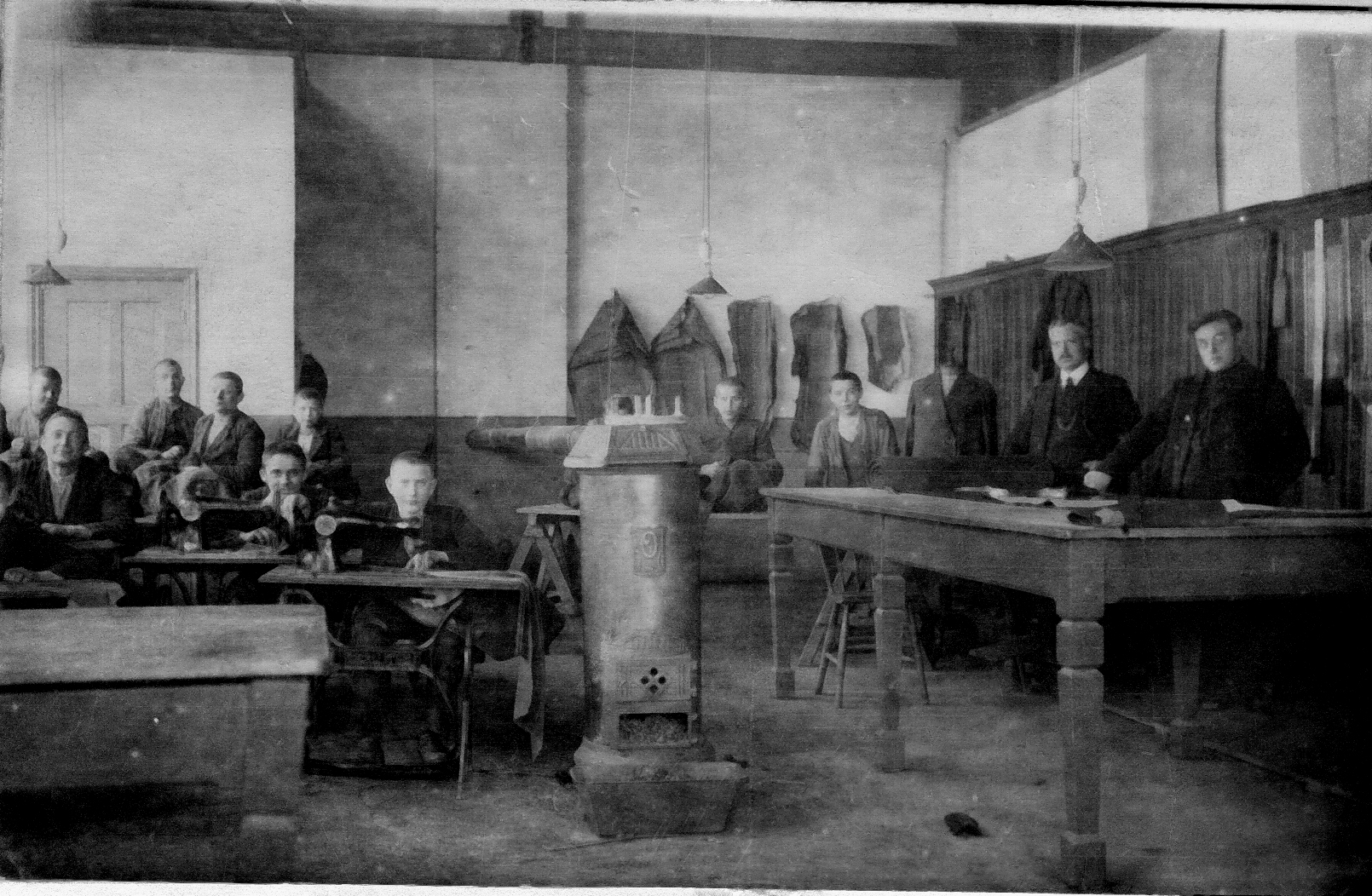
Opleiding kleermaker.

Ondanks de armoede in de begintijd en de naderende onrust van de Eerste Wereldoorlog bleef men lager onderwijs en vakonderwijs geven. Tot de vaardigheden waarin men zich in de eerste jaren kon bekwamen behoorden die van mandenvlechter, klompenmaker, agrariër, tuinder, metselaar en smid. In de twintiger jaren was het onderwijs uitgebreid met de opleidingen als drukker, elektricien, automonteur, kleermaker, schoenmaker, schilder en houtbewerken. Op 16 mei 1929 beschikte het Ministerie van Onderwijs, Kunsten en Wetenschappen toestemmend over het Vakonderwijs en gaf subsidie voor het onderwijssysteem.       

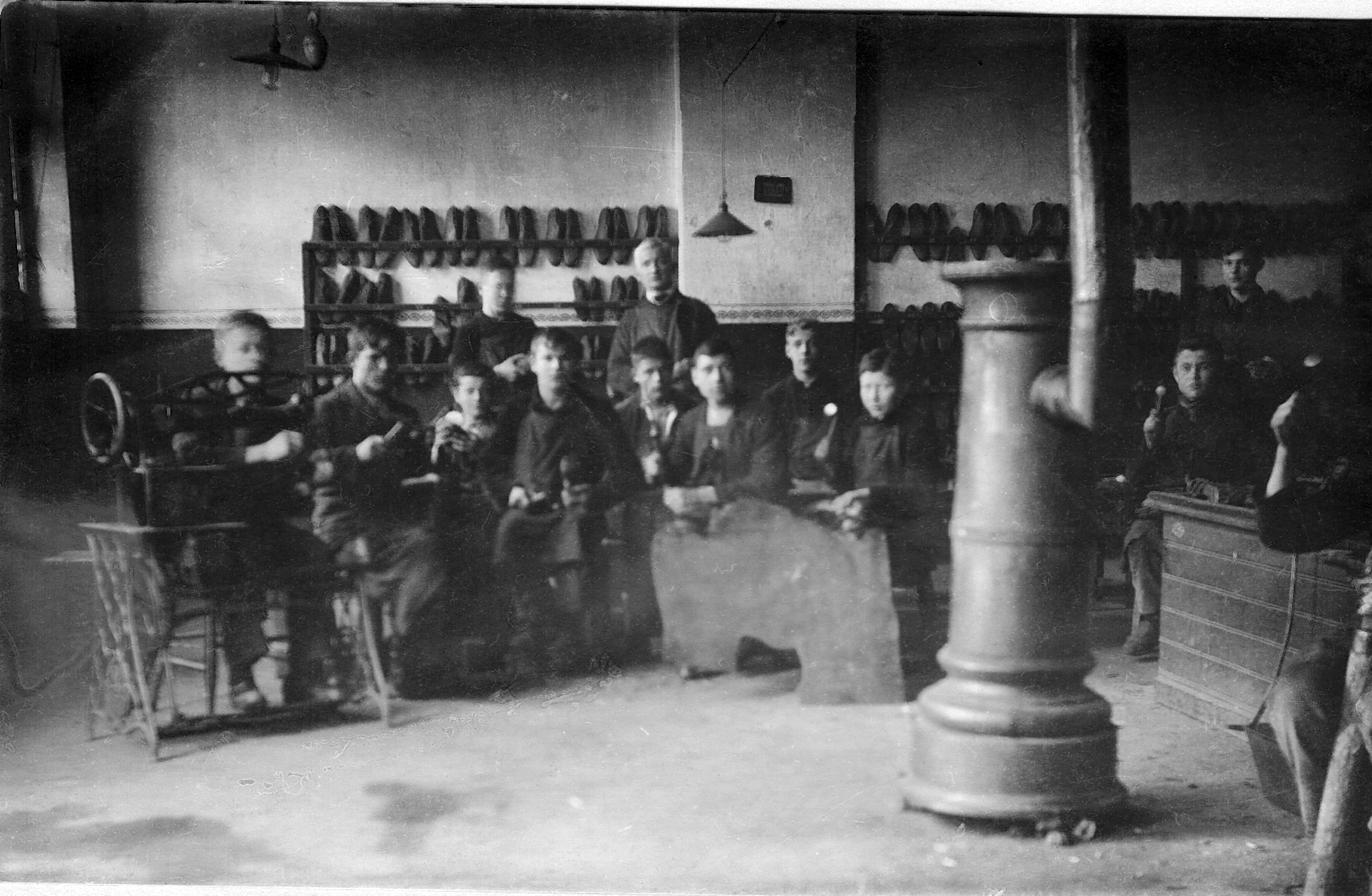
Opleiding schoenmaker.

Op 1 juli 1929 begon de Vakopleiding onder de naam "Ambachtsschool St. Joseph gevolgd in december met de voorlopige goedkeuring vakonderwijs. Op 15 januari 1930 volgde de overgang van het "Vakonderricht" sinds 1918, naar het "Nijverheidsonderwijs" en de officiële opening van de "Ambachtsschool St. Joseph" volgens het goedgekeurde lesrooster. Op 25 Juli 1930 begonnen de werkzaamheden aan de nieuwbouw van het theoriegebouw van de ambachtsschool welke op 21 april 1931 werd geopend. Het vakdiploma zorgde ook voor toestroom van externe leerlingen uit de omliggende dorpen. In de nieuwe "Ambachtsschool" werden de vakken houtbewerken, metaalbewerking en schilderen onderwezen. In 1928 kreeg de congregatie hulp van de Franciscaner zusters uit Erlenbad, in 1928 die in de keuken, wasserij en verstelkamer hun werk deden. Voor de jongens werden allerlei mogelijkheden geboden hun vrije tijd nuttig te besteden.
Er werden door de congregatie muziekinstrumenten aangeschaft en een drumband opgericht, jongens mochten zich bewijzen in een heuse een harmonie. Ook kwam er een jongenszangkoor. In het voorjaar van 1932 werd de wandelclub "De Globetrotters" opgericht zodat de jongens in de omgeving aan wandelevenementen konden deelnemen. Toneel stukken werden op het openluchttheater en in de grote zaal opgevoerd.
Voetbal was zowel voor de jongens als leden van de congregatie een serieuze aangelegenheid. Het waren doorgaans armoedige toestanden waaruit de kinderen kwamen, nooit hadden ze een muziek instrument gezien laat staan voetbalschoenen. De voetbalclub VVV Victoria speelde onder de KNVB in de nationale competitie. In tegenstelling wat in het Rapport Deetman gedurende de jaren 1945-1970 is beschreven waren de jaren tussen 1920 en 1942 waren getekend van respect voor de jeugd.
Men streefde naar een goede verzorging en opleiding zodat de jongens een goede start hadden in hun verdere leven. De oprichting op 24 december 1935 van de "Vereniging Oud Leerlingen Huize St.Joseph" (V.O.L.H.) was de start van nazorg aan jongens die het internaat hadden verlaten. De eerste uitgave van het verenigingsblad "De Berggalm" werd uitgegeven op 15 oktober 1936. Het verenigingsblad werd aan oud-leerlingen, missionarissen en militairen in de West verzonden. De V.O.L.H. organiseerde in meerdere districten bijeenkomsten die bestuurd werden door oud-leerlingen.

### Tweede Wereldoorlog

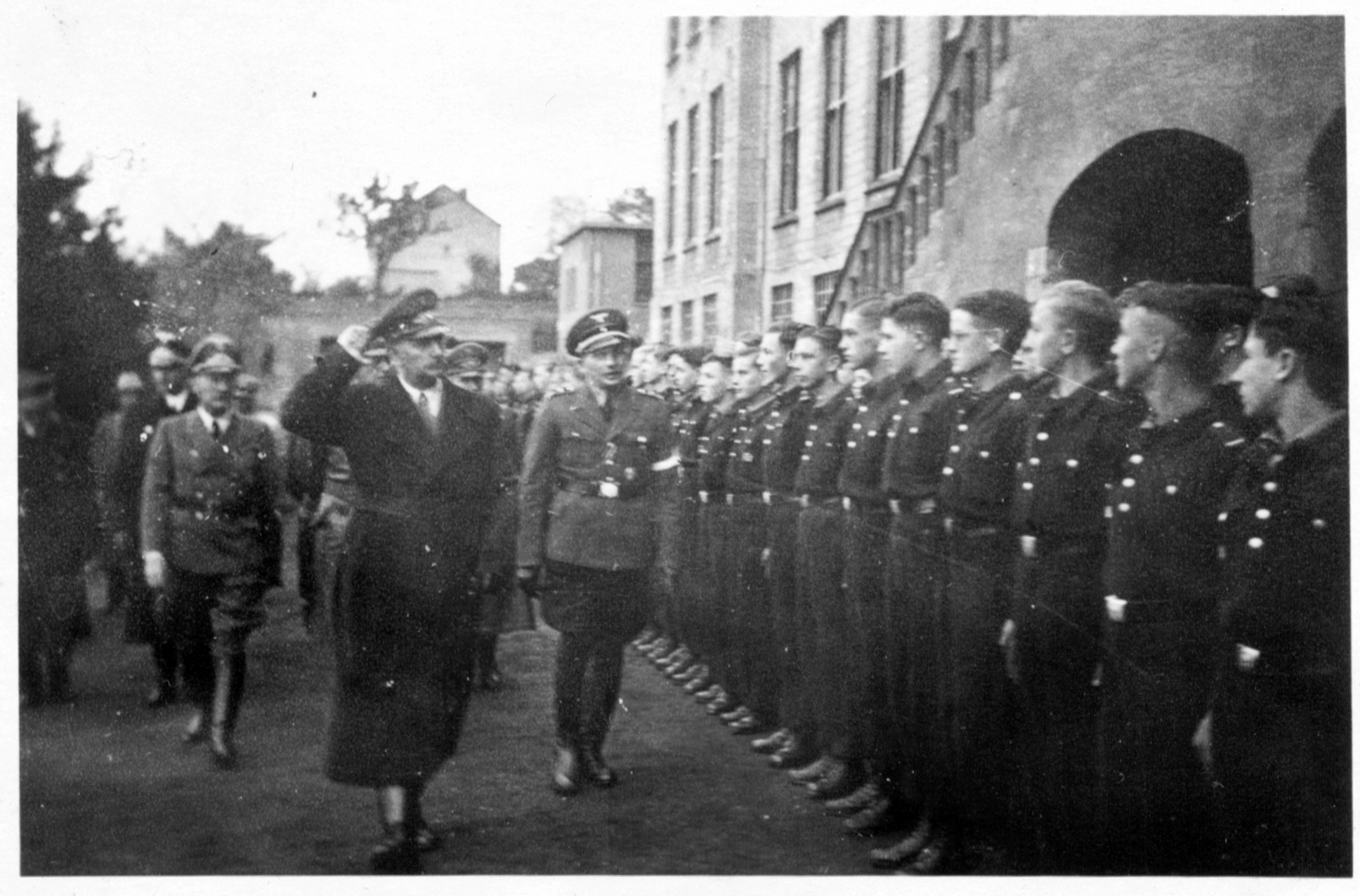
De bezetters ca.1943

Het waren de eerste jaren van de Tweede Wereldoorlog waarbij veelal schuilgelegenheid in de grot achter de boerderij moest worden gezocht. In de gangen waren religieuze figuren uitgehouwen, verschillende afdelingen waren ingedeeld en zelfs deed een fraai versierde gang dienst als kapel. Het waren bange nachten voor de soms wel zesjarige kinderen. Koud en vochtig was het en men kroop dicht tegen elkaar om warm te blijven. Op 8 juli 1942 overvielen de Duitsers het "Grote Huis" en dwongen alle bewoners het huis onmiddellijk te verlaten. Binnen 24 moest de congregatie voor ca. 280 interne en externe jongens een onderkomen vinden. Verdeeld in drie groepen kreeg men een onderkomen in omliggende kloosters. De grootste groep "verzorgenden" werd opgevangen in het klooster Stokershorst, 73 pupillen voor technisch onderwijs kregen plaats in Leijenbroek en 94 pupillen voor lager onderwijs in Watersleyde. Een aantal jongens verbleven op de boerderij en tuinderij. Een groep externe leerlingen kregen onderdak en onderwijs en mengde zich daarmee onder de voogdijkinderen.

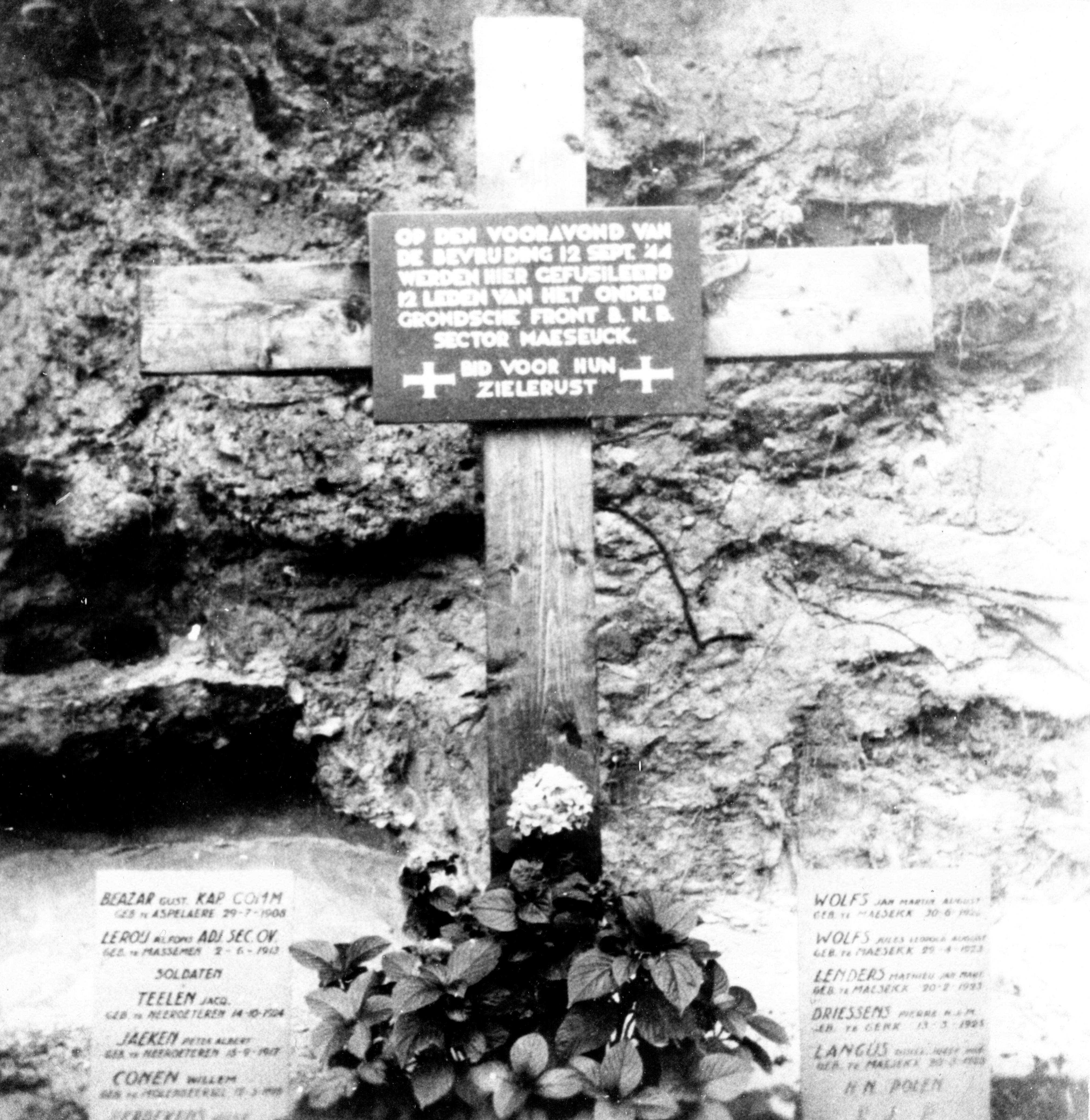
Het graf van de verzetsstrijders. 1946

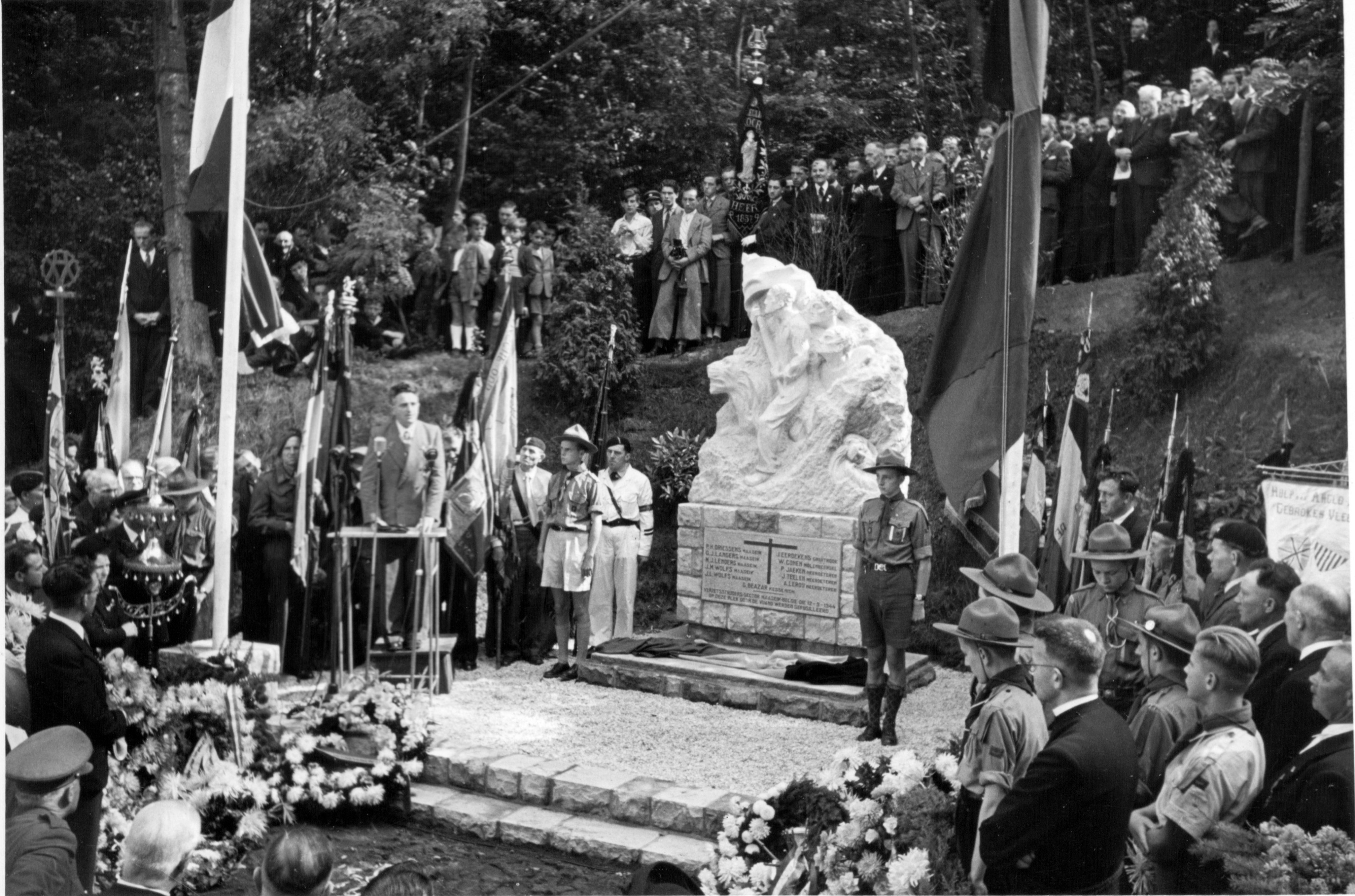
Onthulling Verzetsstrijders monument.

Vanaf 1942 verdween de naam Voogdijgesticht St. Jozef van de gevel en vervingen de naam door Huize St. Josef. De Duitse bezetters gebruikte het Grote Huis als "Lehrerbildungsanstalt". Enkele jongens lieten zich door de Duitsers overhalen om in Duitse dienst te treden. Ondanks waarschuwingen dat zij als "kanonnenvoer" hun ondergang tegemoet gingen vertrokken zij in een ongewisse toekomst.
Op 12 september 1944, een dag voor de bevrijding van Maastricht, werden nabij het kerkhof elf Belgische verzetsmensen uit de omgeving van Maaseik en een Poolse verzetsstrijder gefusilleerd.
Op 24 september 1944 nam het 41ste Amerikaanse Evacuation-Hospital de hele Voogdij in beslag met uitzondering van enkele kamers voor de twee Paters en de twee Broeders. In een oogwenk was de Voogdij met haar ruime zalen tot een volledig ziekenhuis ingericht. Versteld stond men van de snelheid en doeltreffendheid, waarmee alles geschiedde. Ongeveer 12.000 gevallen zijn behandeld tot de dag van vertrek op 1 maart 1945. Op maandag 16 juli 1945 kwamen de jongens terug vooraf gegaan door de harmonie "Heer vooruit".
In 1948 werd op het terrein van de voogdij het Belgisch monument onthuld, dat herinnert aan de gebeurtenissen van 12 september 1944. In 1955 bezochten koning Boudewijn, koningin Juliana en prins Bernard deze beladen plek. Hieraan herinnert het Vlaams monument.

### De naoorlogse periode 1945-1986

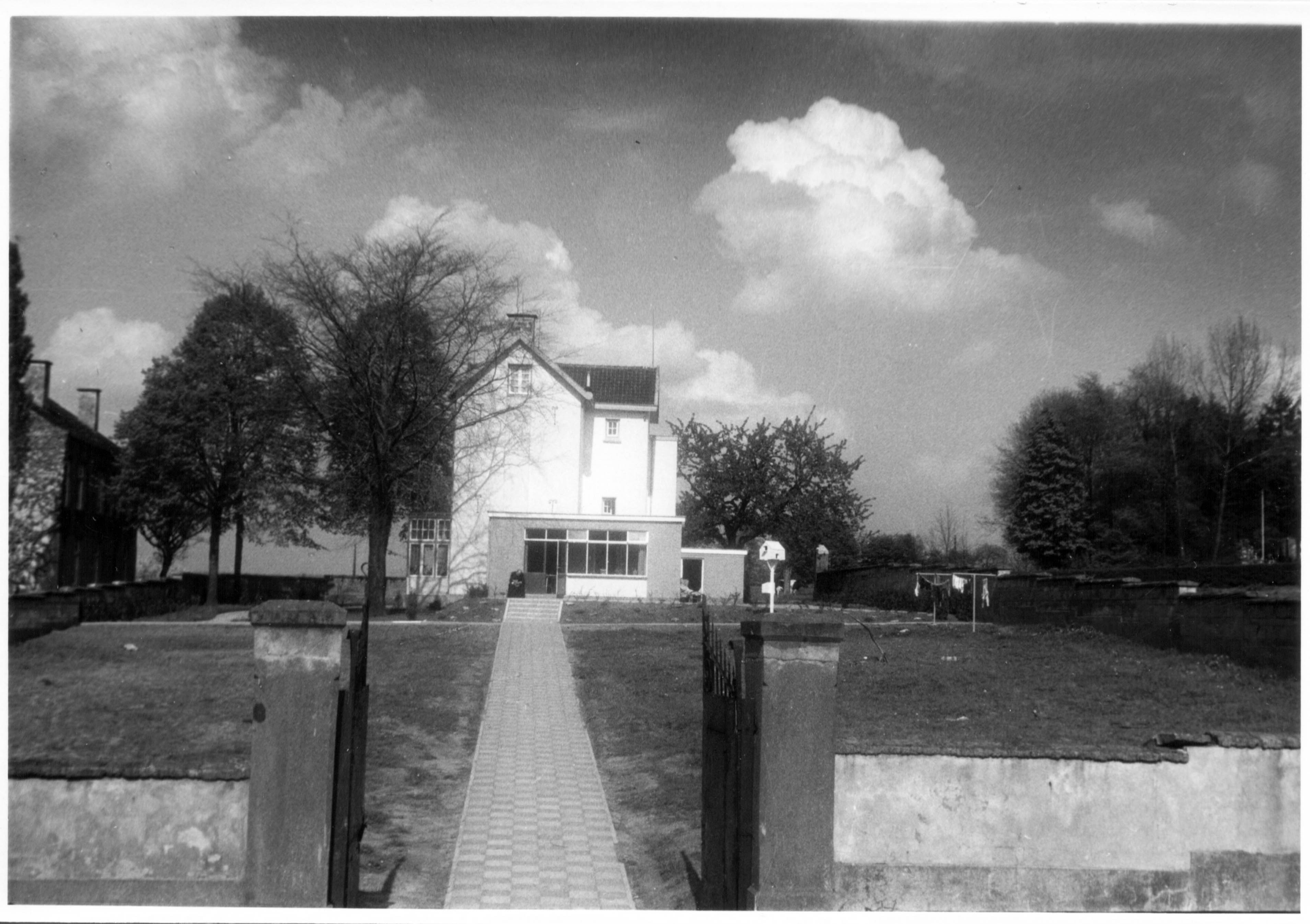
Villa Carl (1960)

Na 1945 had men geen gebrek aan opnames, maar wel een gebrek aan groepsleiders. Jongemannen kregen een zwarte toga en deden dienst als groepsleiders. Zij leefde dag en nacht, ieder in hun groep met dezelfde jongens. Vele jaren later zou deze situatie openbaar worden. Er was een andere atmosfeer dan voor de oorlog. Voor het bestuur had de ontwikkeling van het terrein voorrang en niet het welzijn voor de jeugd. In 1947 begon men een bluswaterput te graven welk in 1950 feestelijk als zwembad werd geopend. In 1952 volgde de uitbreiding van de stallen op de boerderij. In 1955 reorganiseerde men de voorkant van het Grote Huis, de naam op de gevel werd vervangen door religieuze afbeeldingen, het bordes werd vervangen en een terras werd aangelegd met een groot gazon. Het zwembad werd nogmaals onderhanden genomen en er ontstond een modern zwembad. Villa Pacelli was het eerste externe huis welk in 1958 In gebruik werd genomen, gevolgd in 1960 door Villa Carl en in 1963 door paviljoen Tivoli. In 1965 opende de nieuwe lagere school elders op het terrein. In 1967 opende men 10 nieuwe paviljoens waarbij de jongens ieder een eigen kamer kregen en de slaapzalen tot het verleden behoorde. De vier groepen met oudere jongens bleven in het "grote Huis" maar ook zij kregen ieder een eigen kamer. De nieuwbouw van de sporthal werd in mei 1968 voltooid en gaf plaats voor interne en externe verenigingen. Met het schooljaar 1968-1969 opende de nieuwe L.T.S.

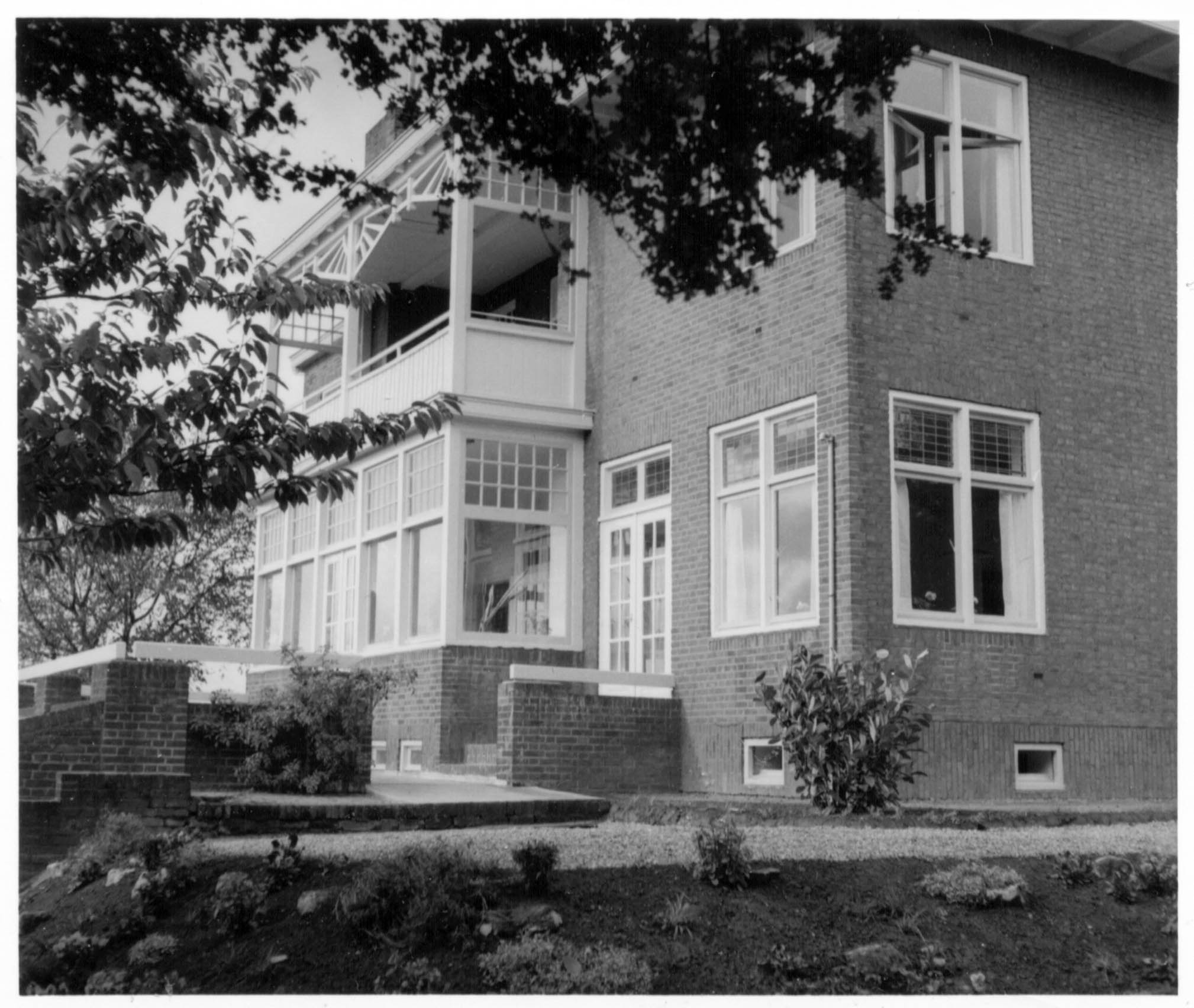
Villa Pacelli (1958)

De verhuizing van een groot deel van de jongens naar de nieuwe paviljoens in 1968 zorgde voor een grote verandering binnen de congregatie. Ieder paviljoen kreeg weliswaar een religieuze leider, maar de dagelijkse groepsleiding bestond uit burgers die onopgeleid voor jeugdzorg, werden aangenomen. Binnen de leefgemeenschappen betekende dat een ommezwaai van de eentonige leiding door geestelijken naar een burgerlijke levensstijl en een meer familiare leiding.

Na 1965 raakte de congregatie qua ledenaantal in de versukkeling. Veel paters en broeders verlieten de congregatie, terwijl tevens het aantal nieuwe intredingen beduidend afnam. Deze leegloop was ook voor de jongens merkbaar. In 1970 kreeg Huize St. Joseph door een gemeentelijke herindeling een ander adres en viel onder de gemeente Cadier en Keer. In 1977 werd het Regionaal Kinderdagverblijf "Calimero" in gebruik genomen. Vanaf dat jaar werden geen kinderen in het internaat opgenomen die de lagere school bezochten. Jeugdzorg in Nederland ontwikkelde zich weg van internaten en concentreerde zich meer op kleinschalige verzorging.

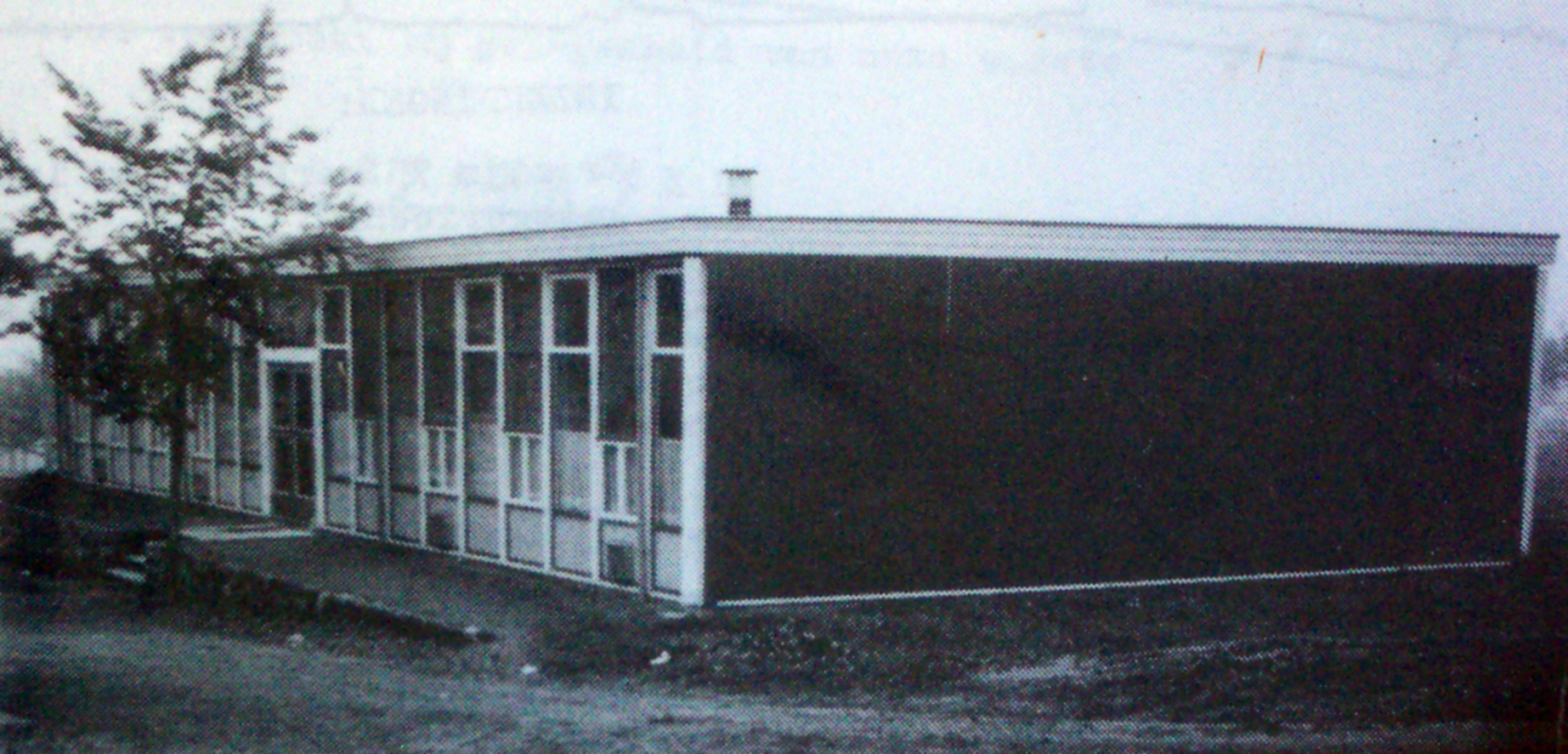
Paviljoen Tivoli (1963)

Op 25 augustus 1982 werd de St. Jozefvereeniging" opgeheven en werd door het ministerie van Justitie de "Stichting Jeugdzorg St Joseph" (SjSj) opgericht. Huize St. Joseph viel niet meer onder verantwoordelijkheid van de congregatie, de politiek had haar intrede gedaan. De geestelijken maakten geleidelijk plaats voor leken en vestigden zich in het nabijgelegen Huize Sint-Gerlach of in kloosters in Asten of Nijmegen.

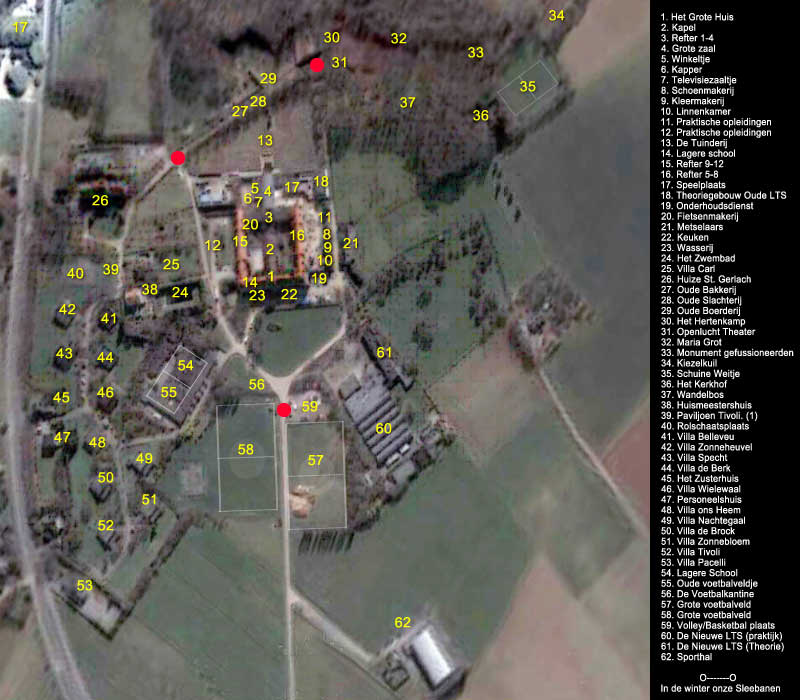
Overzicht terrein van de "St.Jozefvereeniging".

Na het schooljaar 1981-1982 verlieten de laatste jongens het "Grote Huis" en kwam er een einde aan reguliere jeugdzorg binnen het gebouw. Na de ombouw van twee afdelingen binnen het "Grote Huis" werden in augustus 1983 tien minderjarige verdachten opgenomen, om de politiecellen in de omliggende gemeenten te ontlasten. Zij werden in afwachting van hun voorgeleiding ondergebracht in het "Grote Huis". De afdeling voor deze verdachten kreeg de naam "Het Keerpunt". Het lagere schoolgebouw kwam onder beheer van de Stichting Alterius, de L.T.S. werd gesloten en enkele omliggende wooneenheden waren door de Zuid-Limburgse jeugdzorgafdeling "Xonar" overgenomen.
De Stichting Jeugdzorg St. Joseph had enkele buitenprojecten onder de naam "Huize St. Joseph" in beheer, de penitentiaire inrichting "Het Keerpunt en het Regionale Kinderdagverblijf "Calimero". Voor onderhoud van de boerderij, hertenkamp, het kerkhof, en het park was geen interesse meer en werden door het bestuur ondergebracht in de nieuwe Stichting Steunfonds Jeugdwerk Don Bosco. Deze stichting was op 25 januari 1988 opgericht met in meerderheid dezelfde bestuursleden als de Stichting Jeugdzorg St. Joseph. Omstreeks 2010 heeft de Stichting Steunfonds Jeugdwerk Don Bosco het gebied verkocht en is het actueel in particulier bezit.

## Kinderen, gevangenen tussen deCanoniekenGrondwet
De Commissie-Deetman rapporteerde in 2011 over het seksueel misbruik van minderjarigen in de Rooms-Katholieke Kerk van 1945 tot 2010. Het rapport was duidelijk over de leefomgeving voor de jongens binnen het internaat Huize St. Joseph:
"De Onderzoekscommissie is bij het onderzoek naar Huize St. Jozef in Cadier en Keer, bediend door de priesters van het Heilig Hart van Jezus (s.c.j.) gestuit op excessieve vormen van geweld. Gewelddadig gedrag, zo heeft de Onderzoekscommissie de indruk, maakte intrinsiek deel uit van de leefwereld binnen Huize St. Jozef. Deze instelling kan als hard en onherbergzaam getypeerd worden."
De onderzoekscommissie heeft vanuit het archief niet de nodige gegevens gekregen. Zo schrijft zij in hetzelfde rapport:
"...Dat neemt niet weg dat de archieven en vooral de persoonsdossiers daarin opmerkelijke hiaten vertoonden. Deze dossiers vertoonden opmerkelijke gaten: soms waren zij behoorlijk volledig en goed gedocumenteerd als het bijvoorbeeld ging om seksueel misbruik, maar even vaak vertoonden zij grote hiaten en is er alle aanleiding om te veronderstellen dat zij in het verleden fors zijn geschoond. Het lijkt erop dat vanuit een ‘van de doden niets dan goeds gedachte de dossiers van overleden paters en broeders werden ontdaan van stukken die negatieve informatie over hen bevatte..."

## Historische foto's
Tot enkele jaren voordat de wandaden van R.K. Kerk en in het bijzonder die van de Congregatie S.C.J. naar buiten kwamen werden documenten en afbeeldingen op verschillende locaties in kloosters bewaard. Na de openbaringen van misbruik en mishandelingen zijn documenten en afbeeldingen verzameld en besloten ondergebracht in het archief van het Erfgoedkloosterleven.

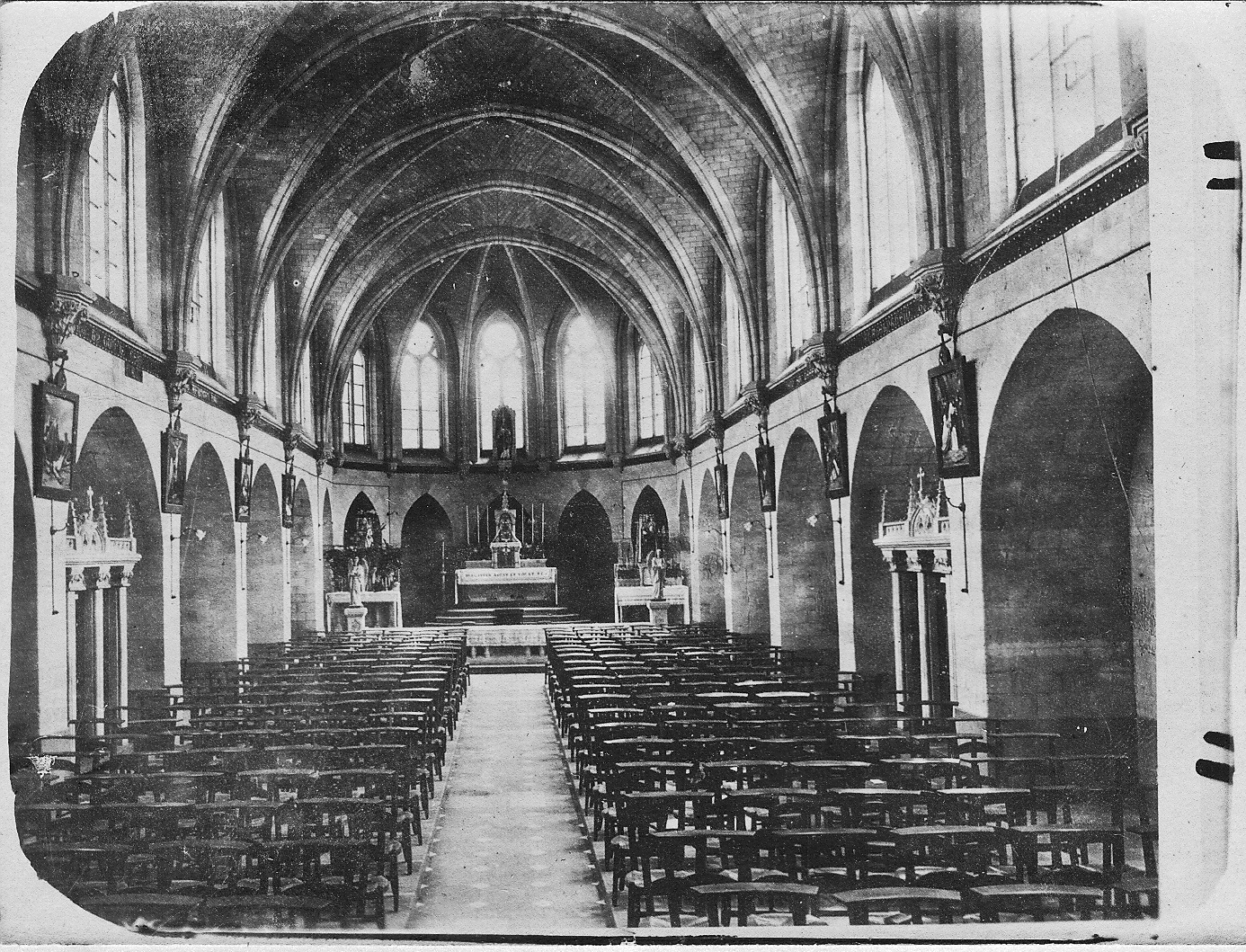
De kapel omstreeks 1911
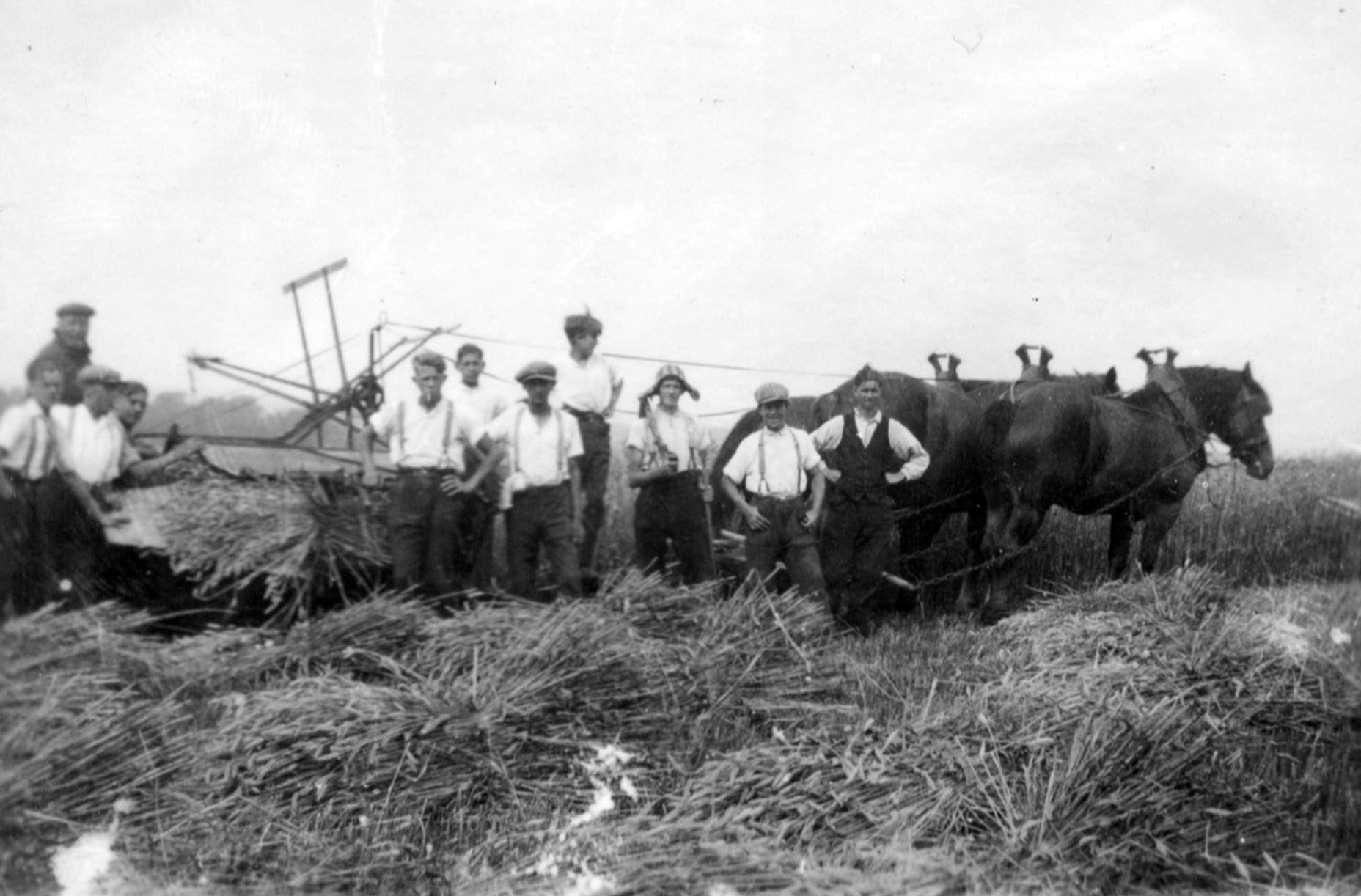
Opleiding landbouw. De jongens bij de oogst.
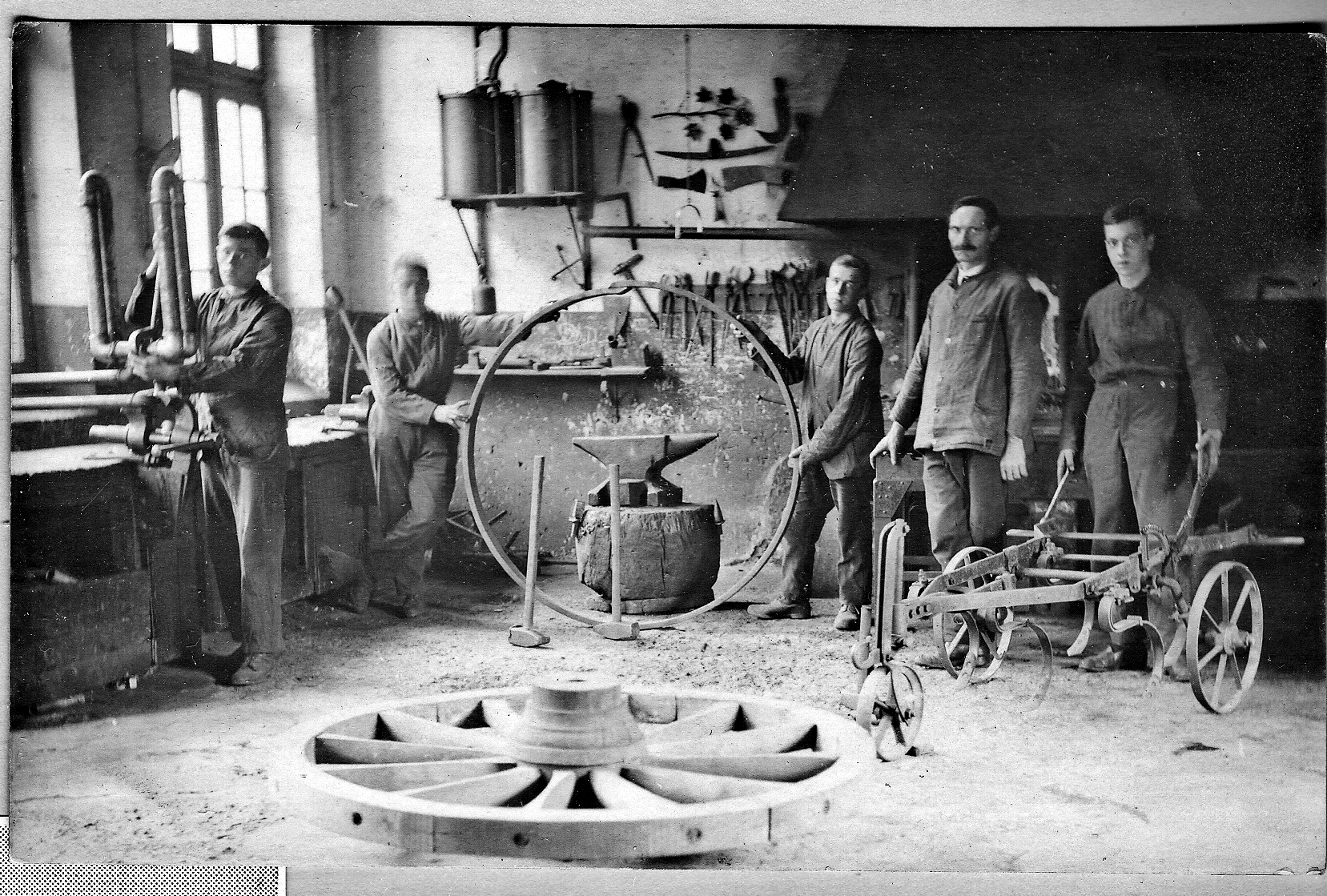
Wagenreparatuur werkplaats.
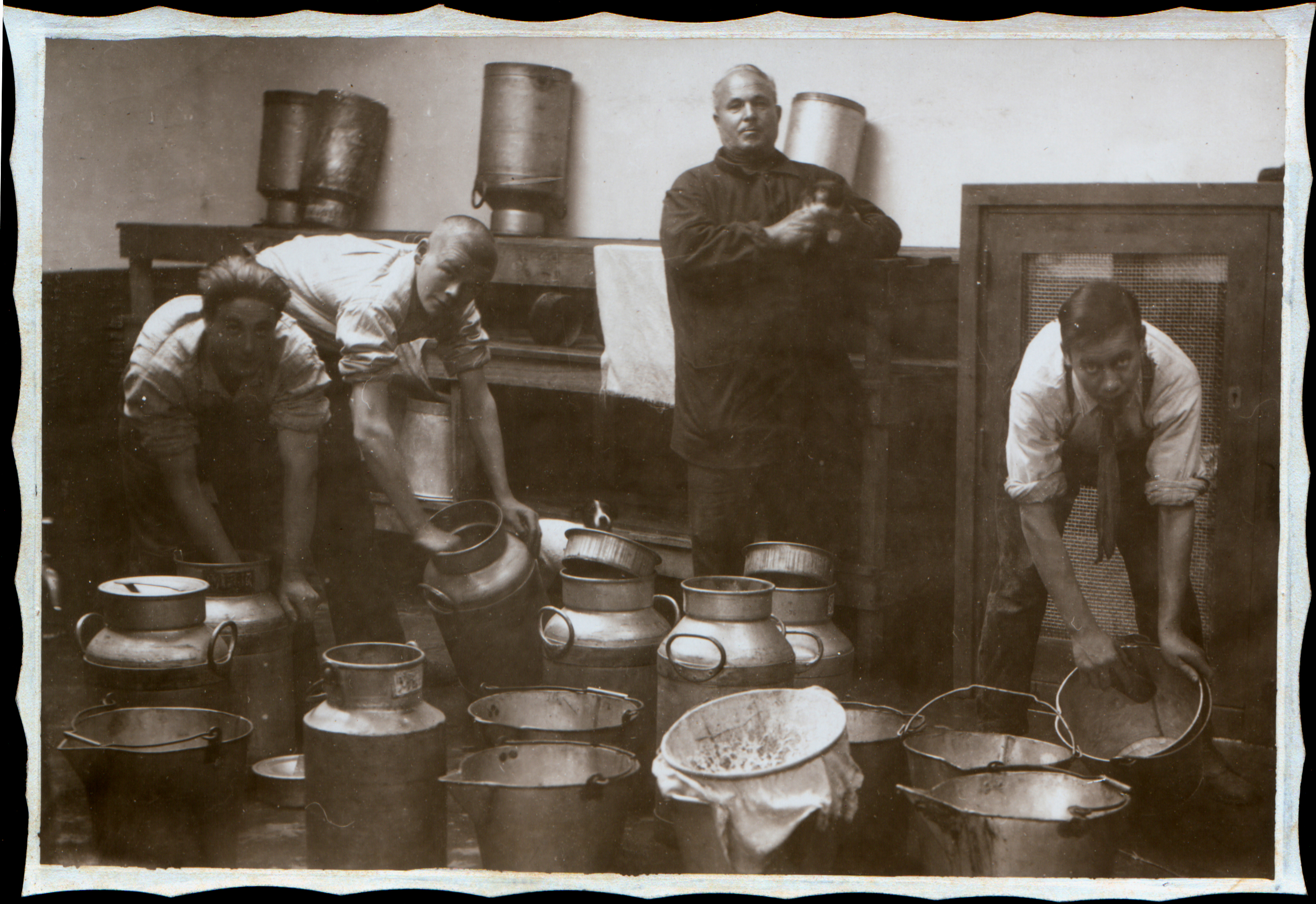
Schoonmaken van melkbussen voor het uitventen. Opleiding Veeteelt.
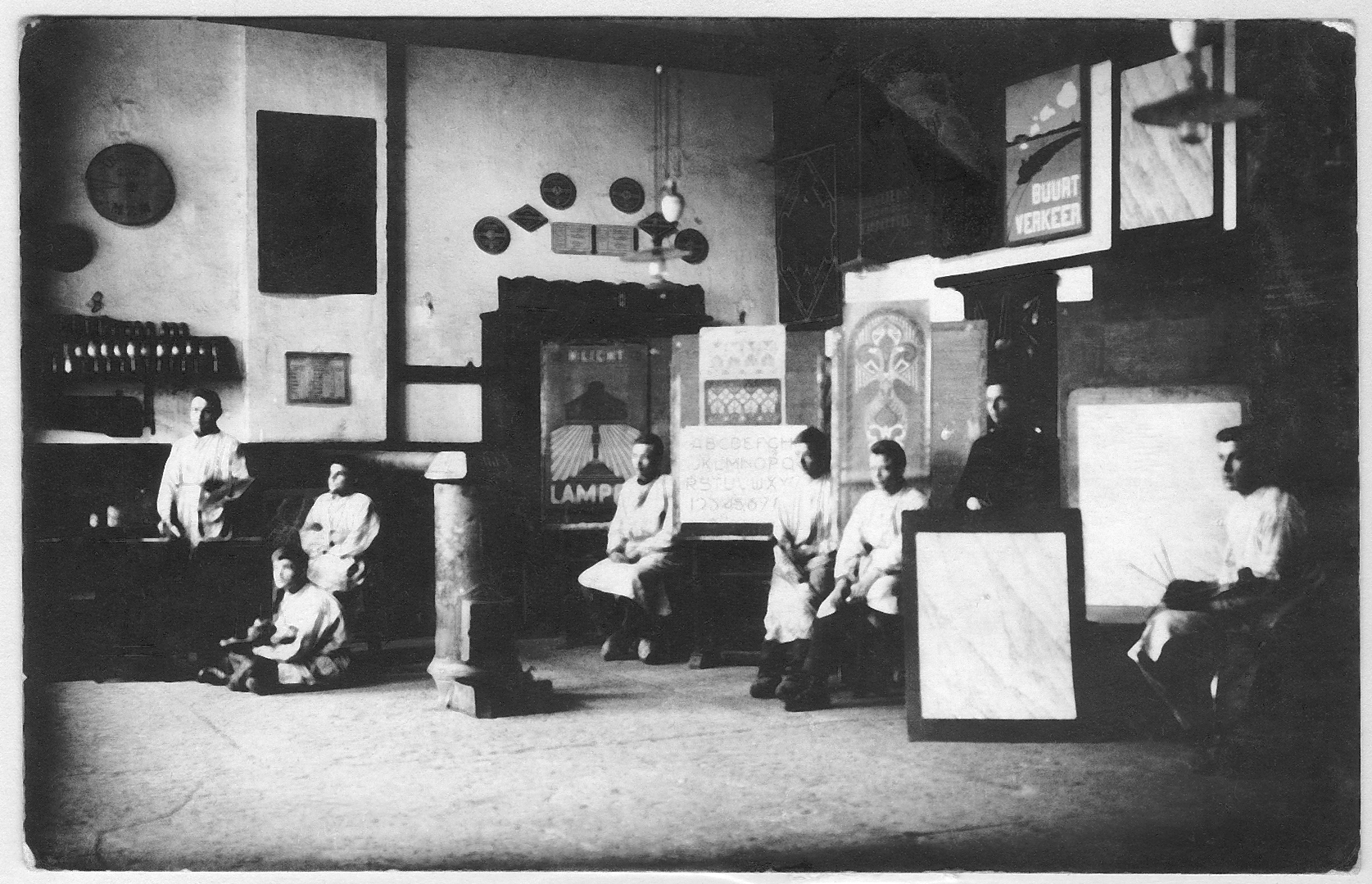
Opleiding schilderen.
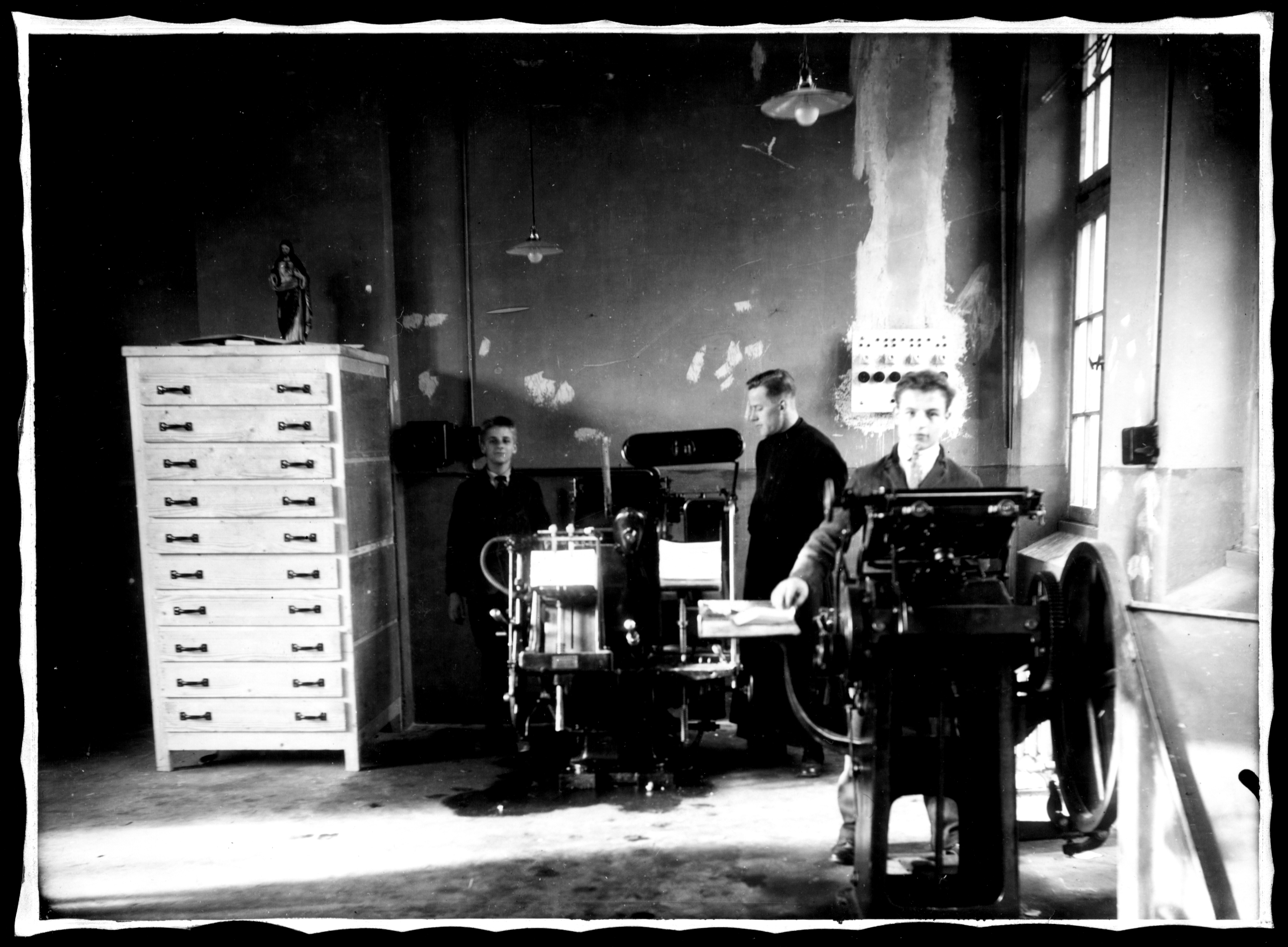
De drukkerij en de jongens in opleiding.
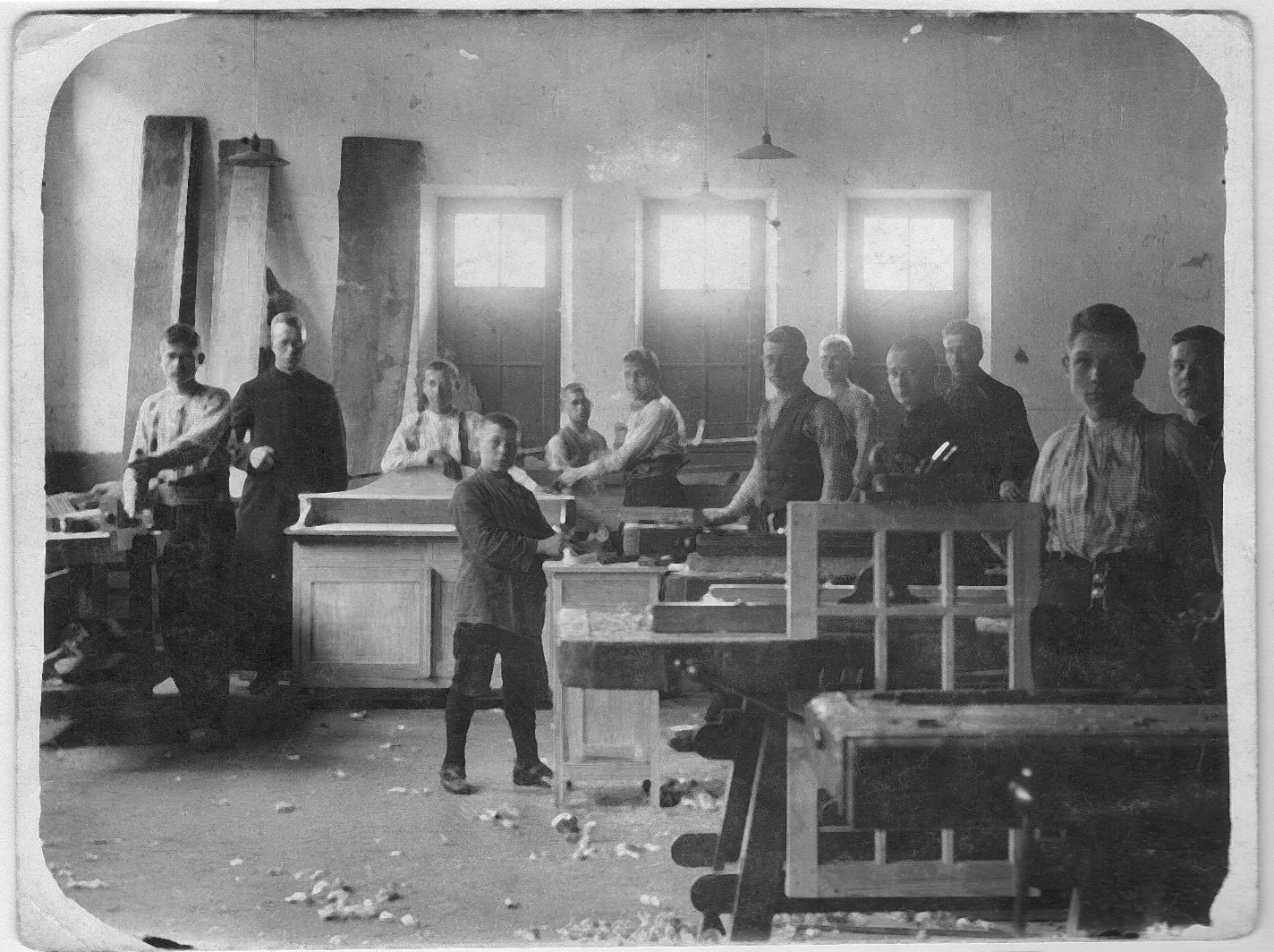
Opleiding houtbewerking.
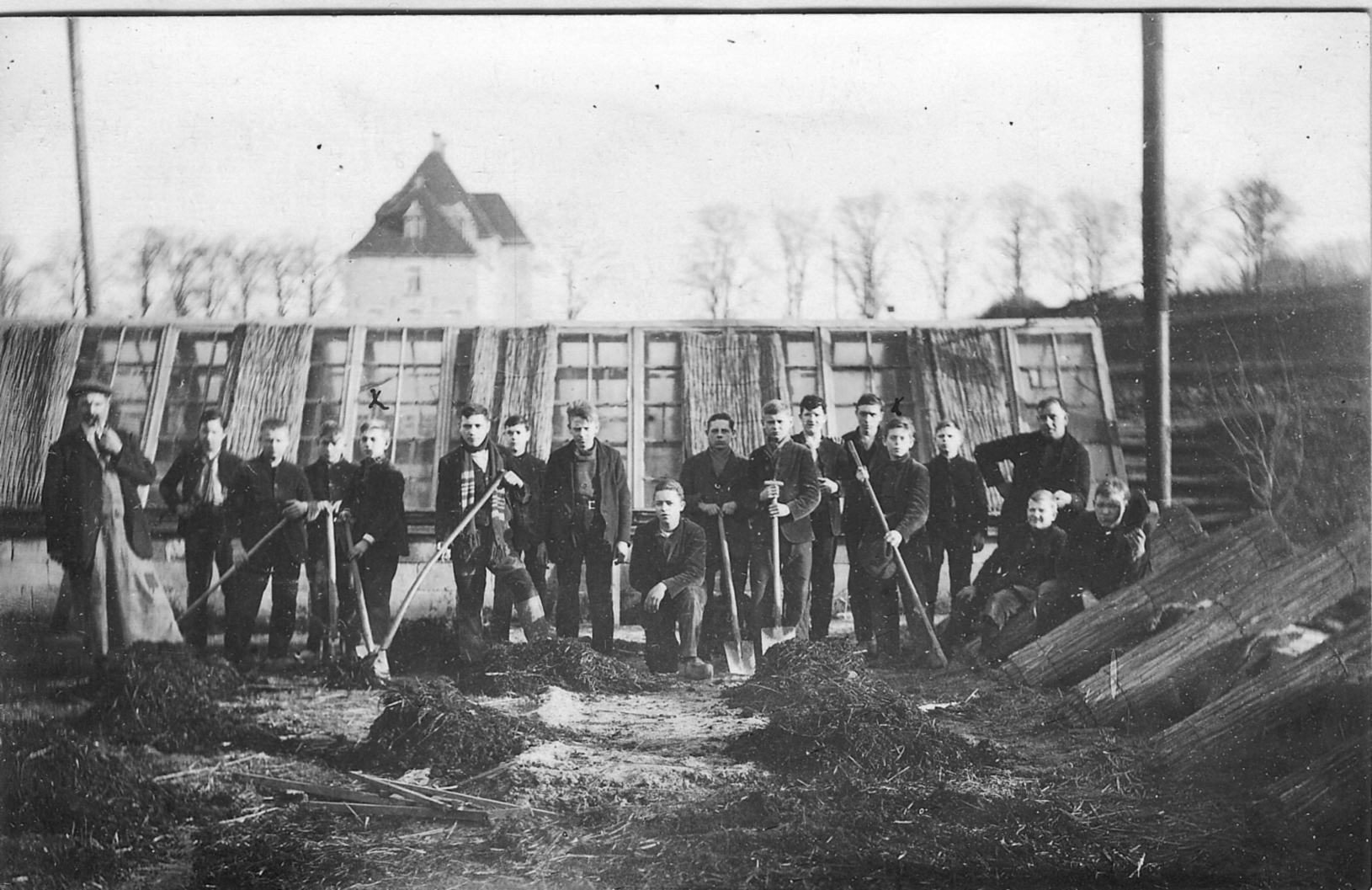
Opleiding tuinbouw.
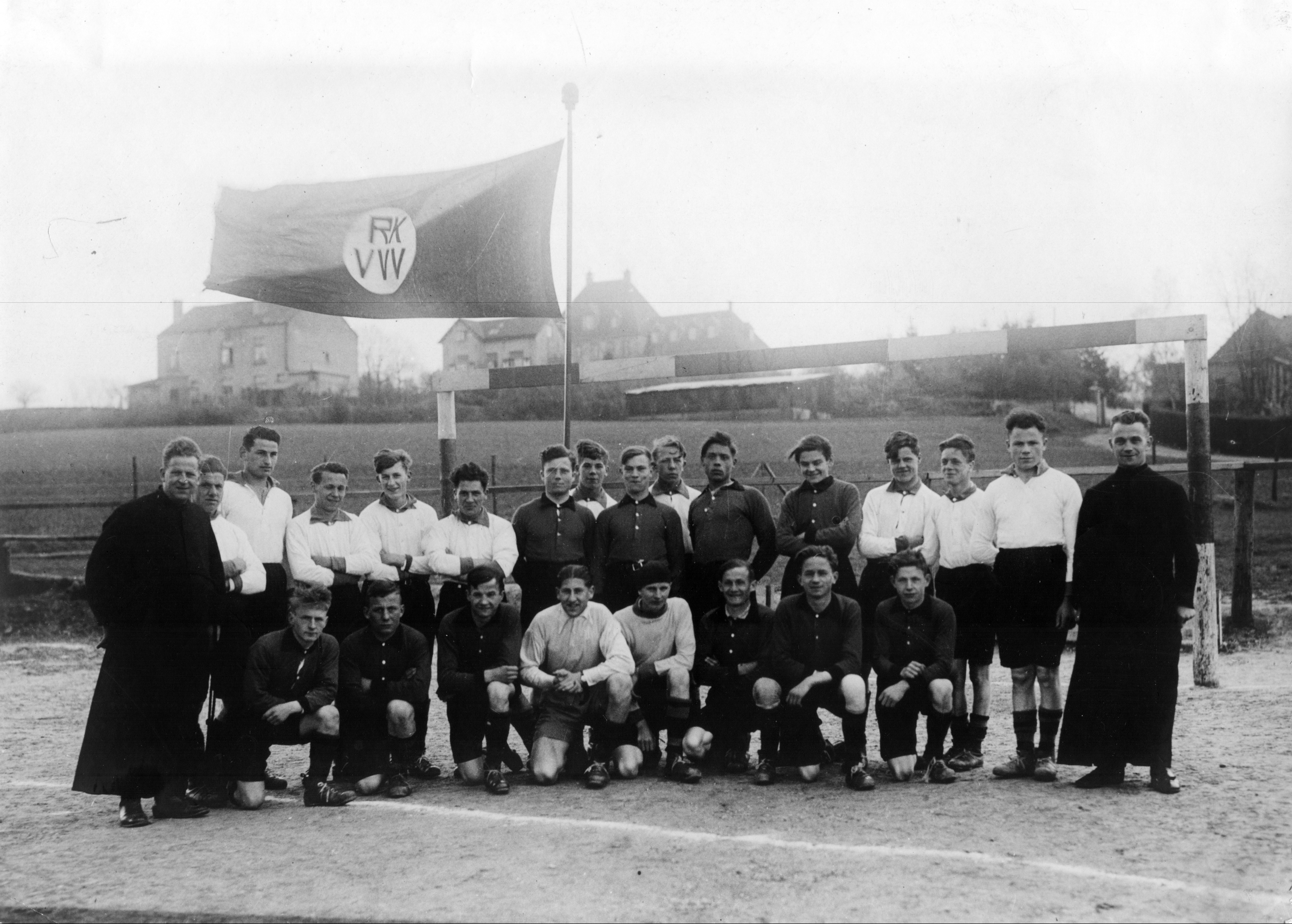
Voetbalvereniging VVV Victoria.
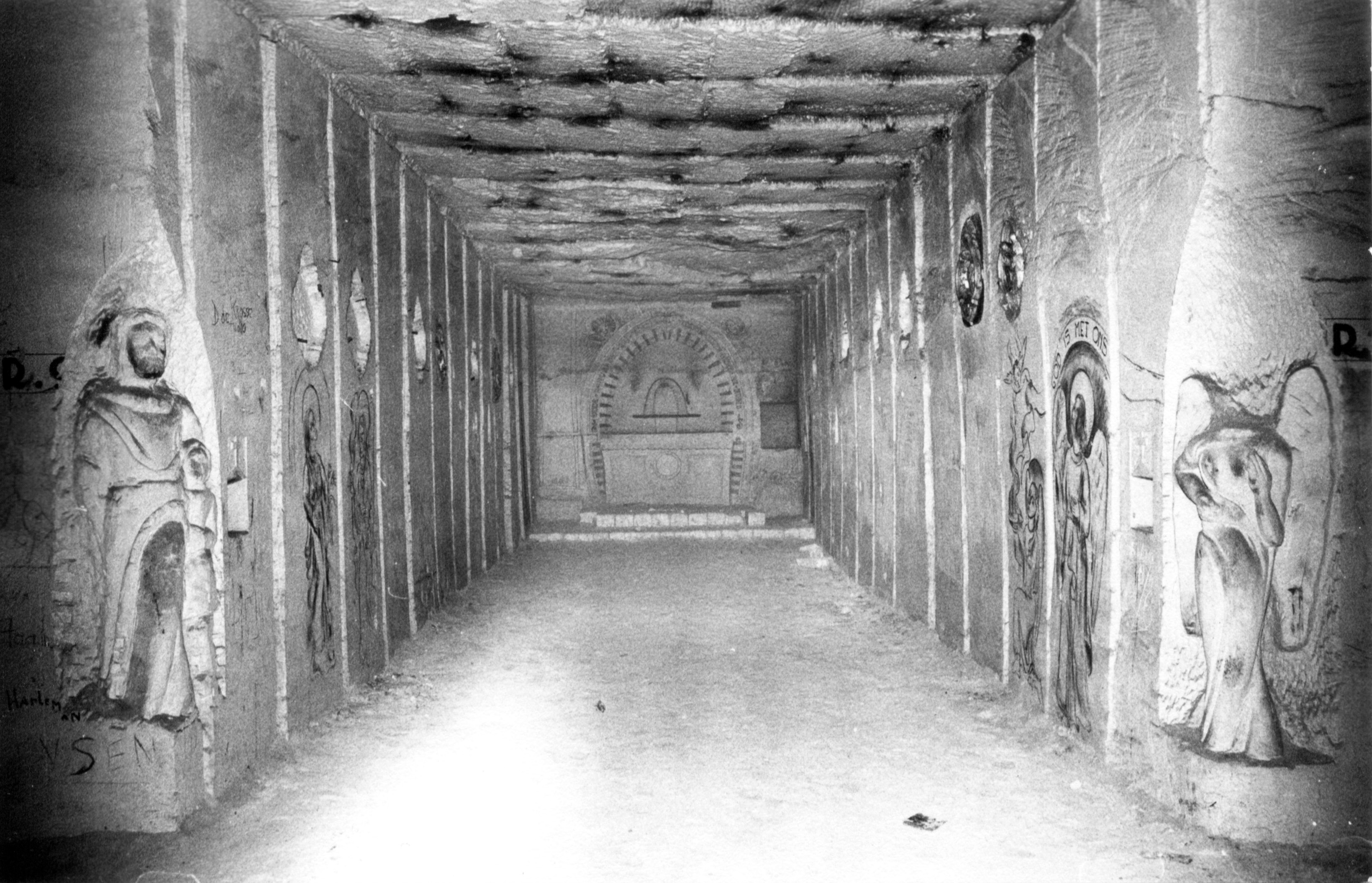
De Kapel in de grot waar de jongens een schuilplaats vonden.
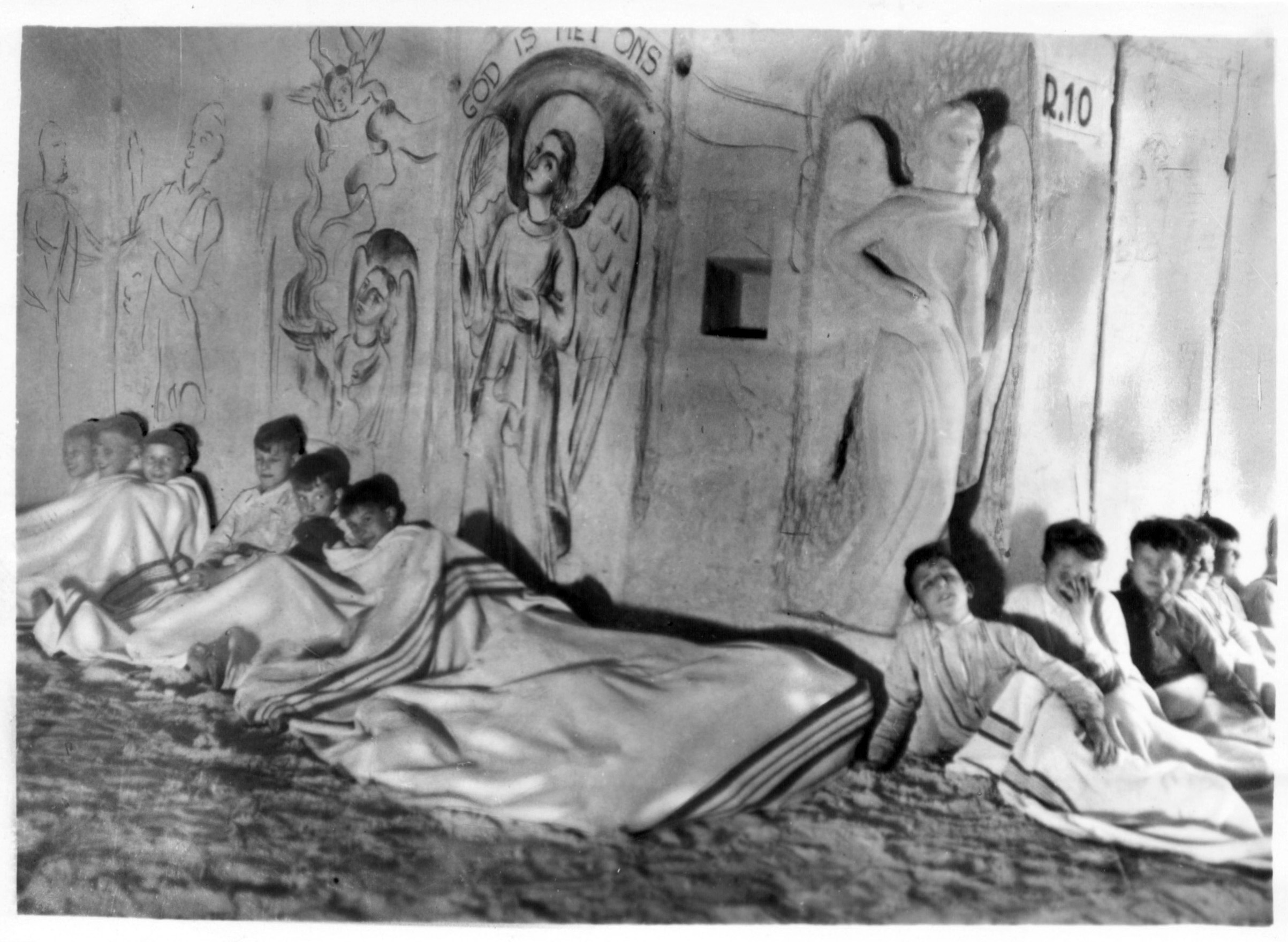
Schuilend dicht bij elkaar probeerde de kleinste te slapen.
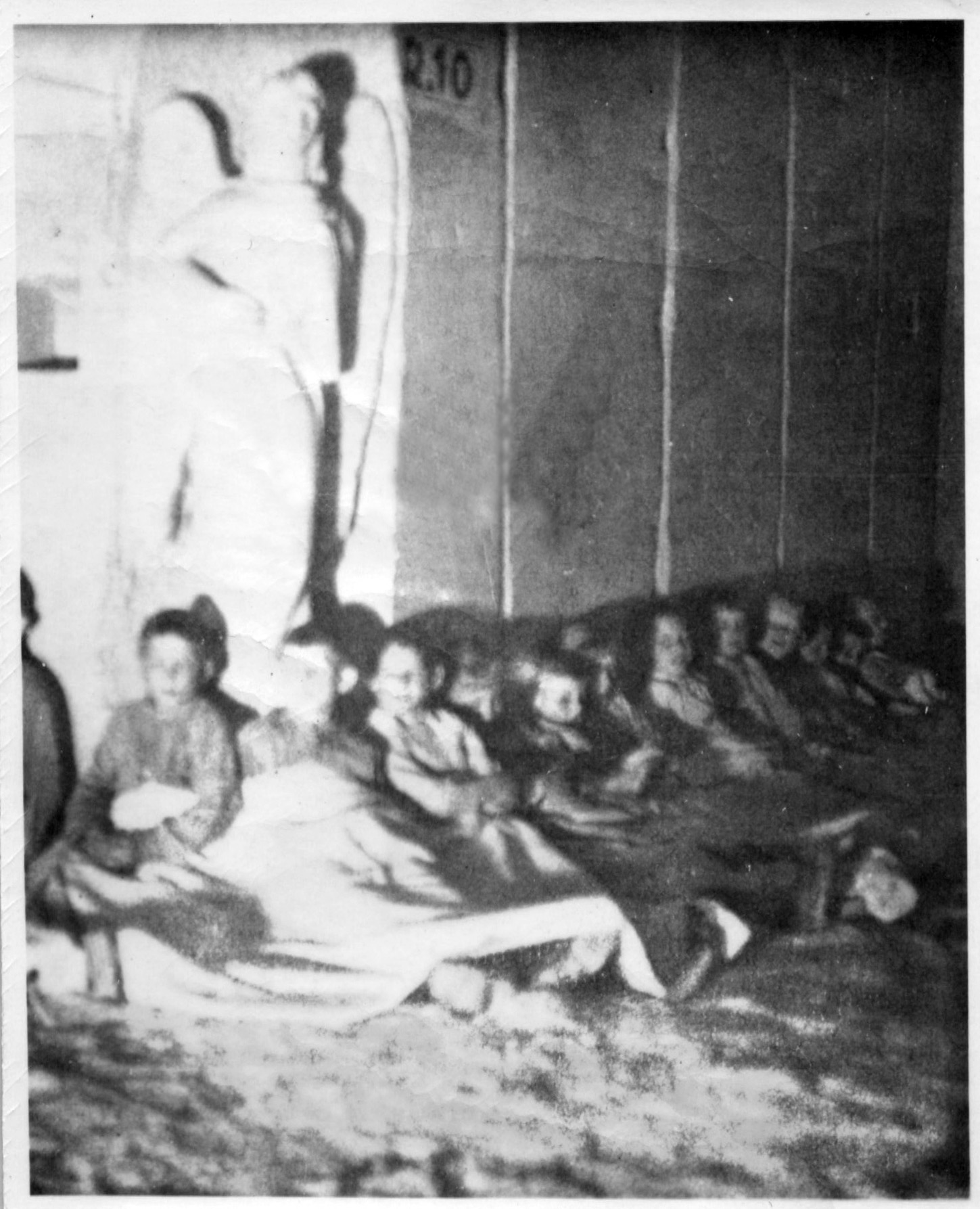
De jongens in hun schuilplaats.
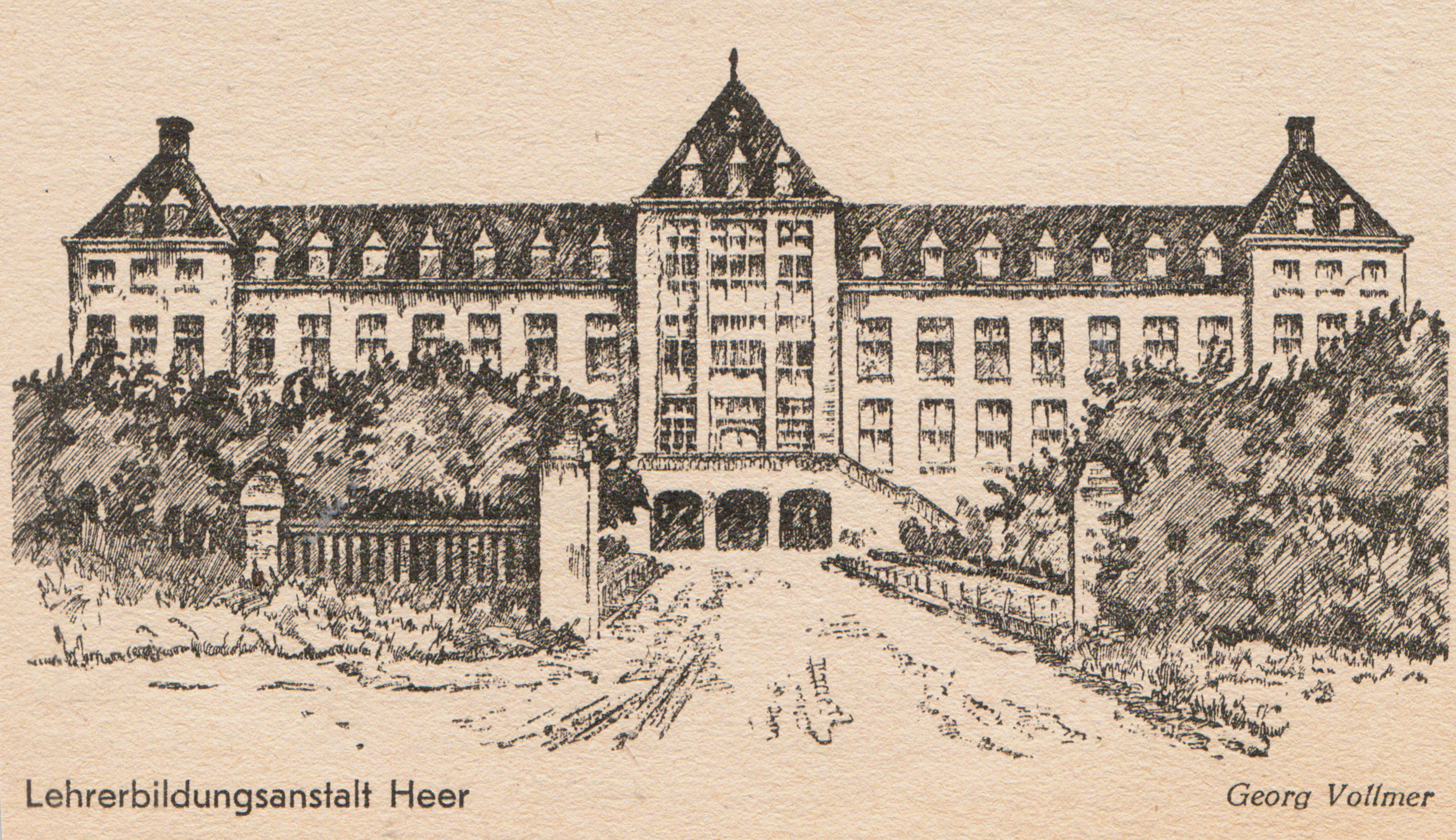
Een aanzichtkaart van de Lehrerbildungsanstalt.
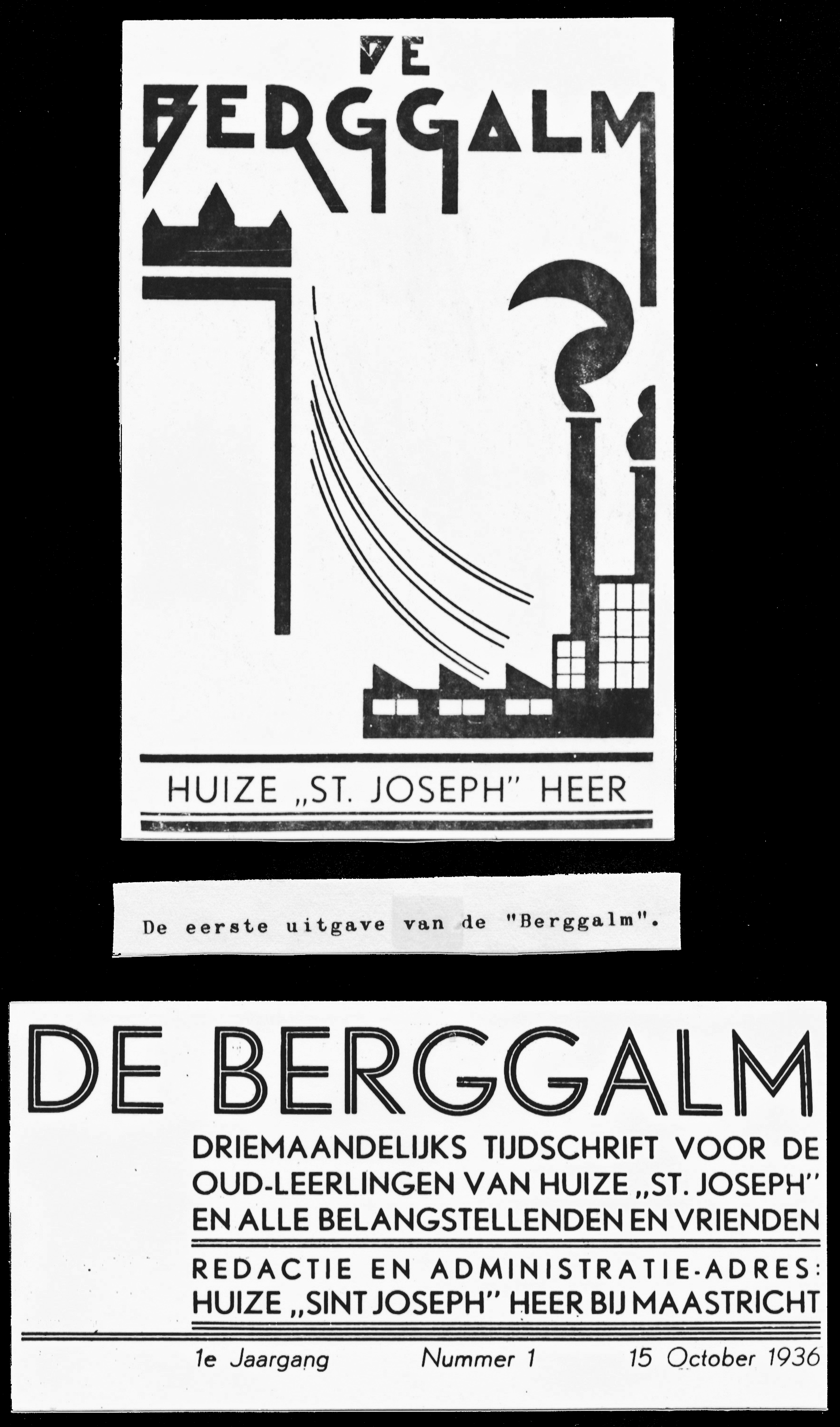
Uitgave eerste Berggalm.
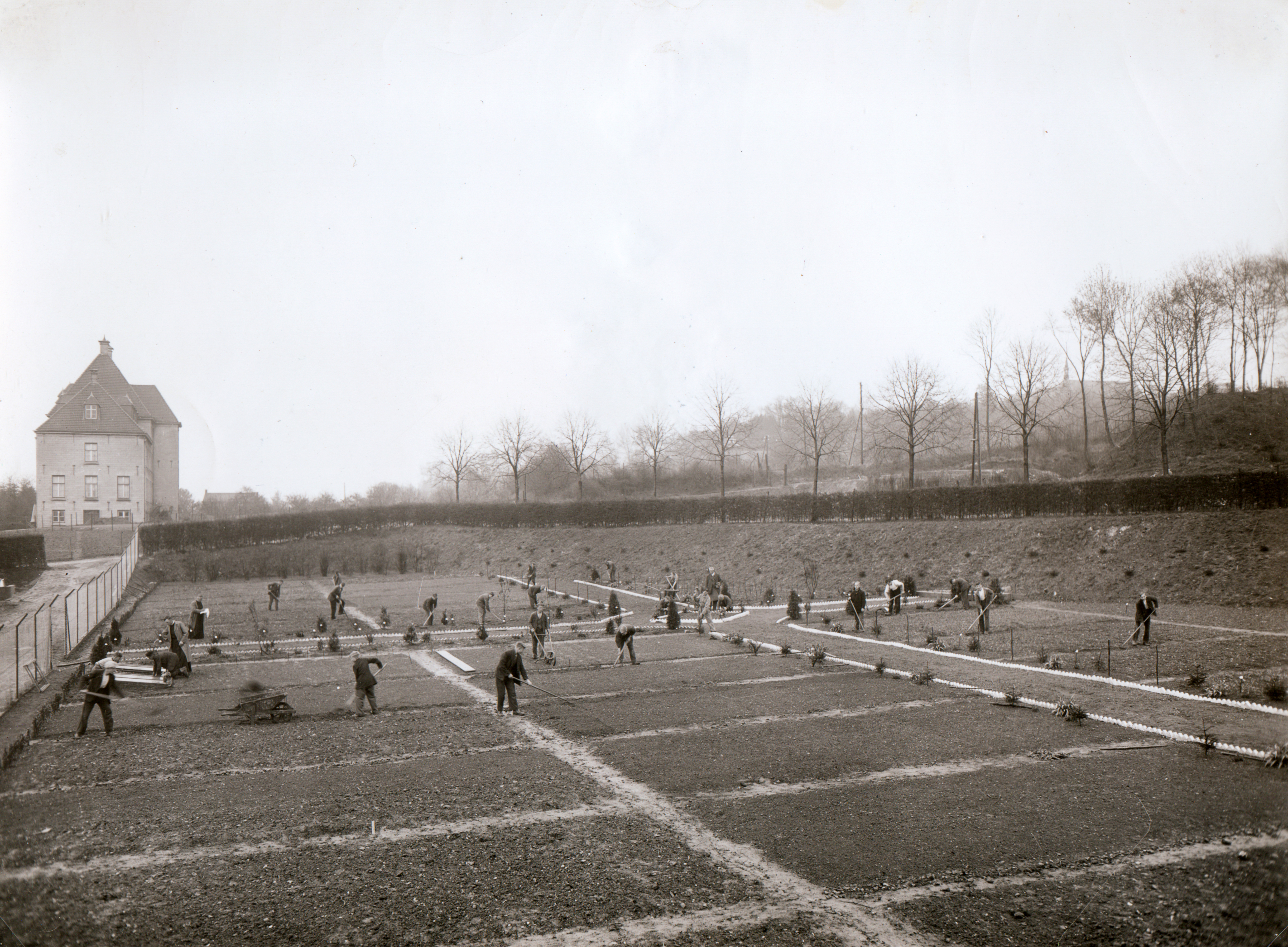
Praktische opleiding tuinder.
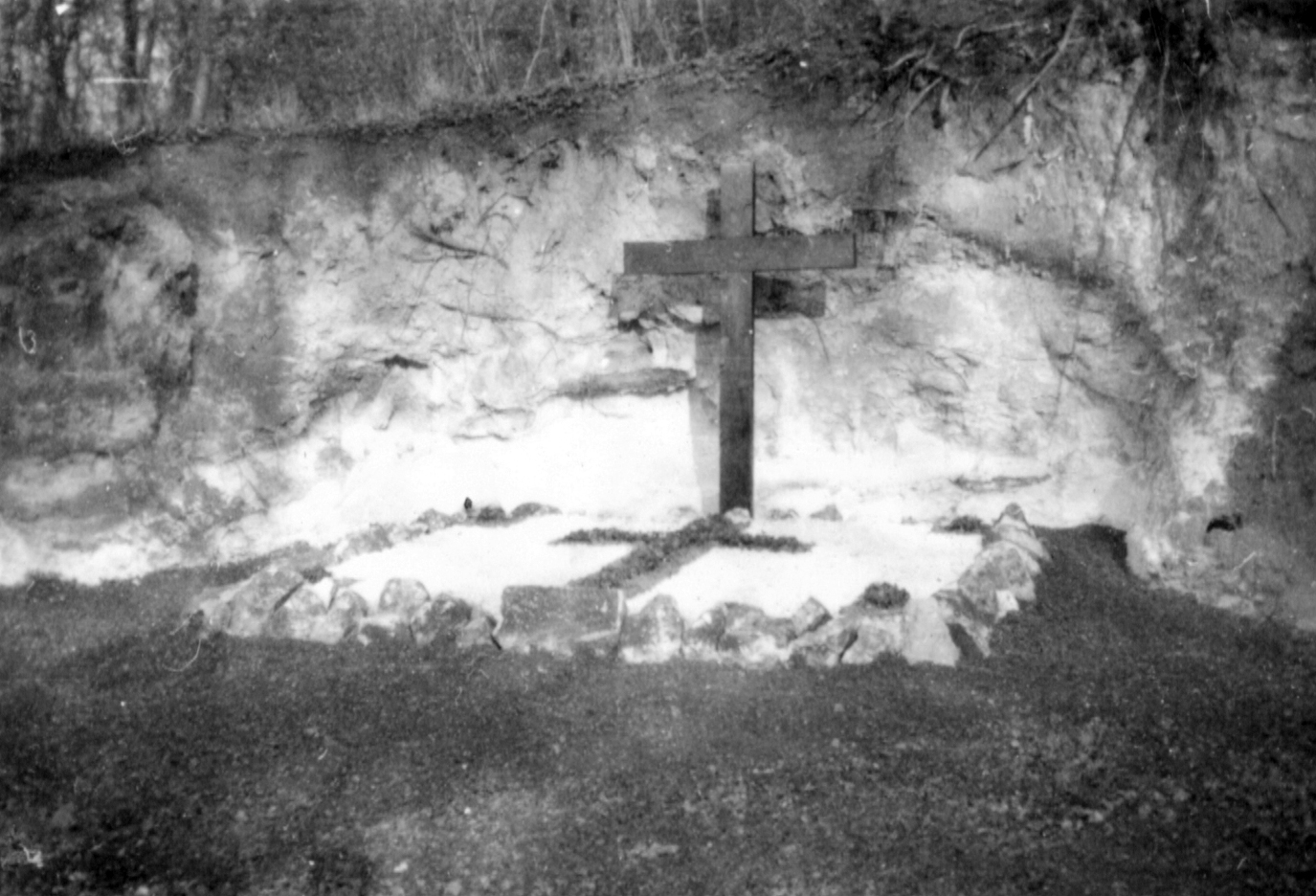
Het graf van de verzetsstrijders met de twaalf lichamen.
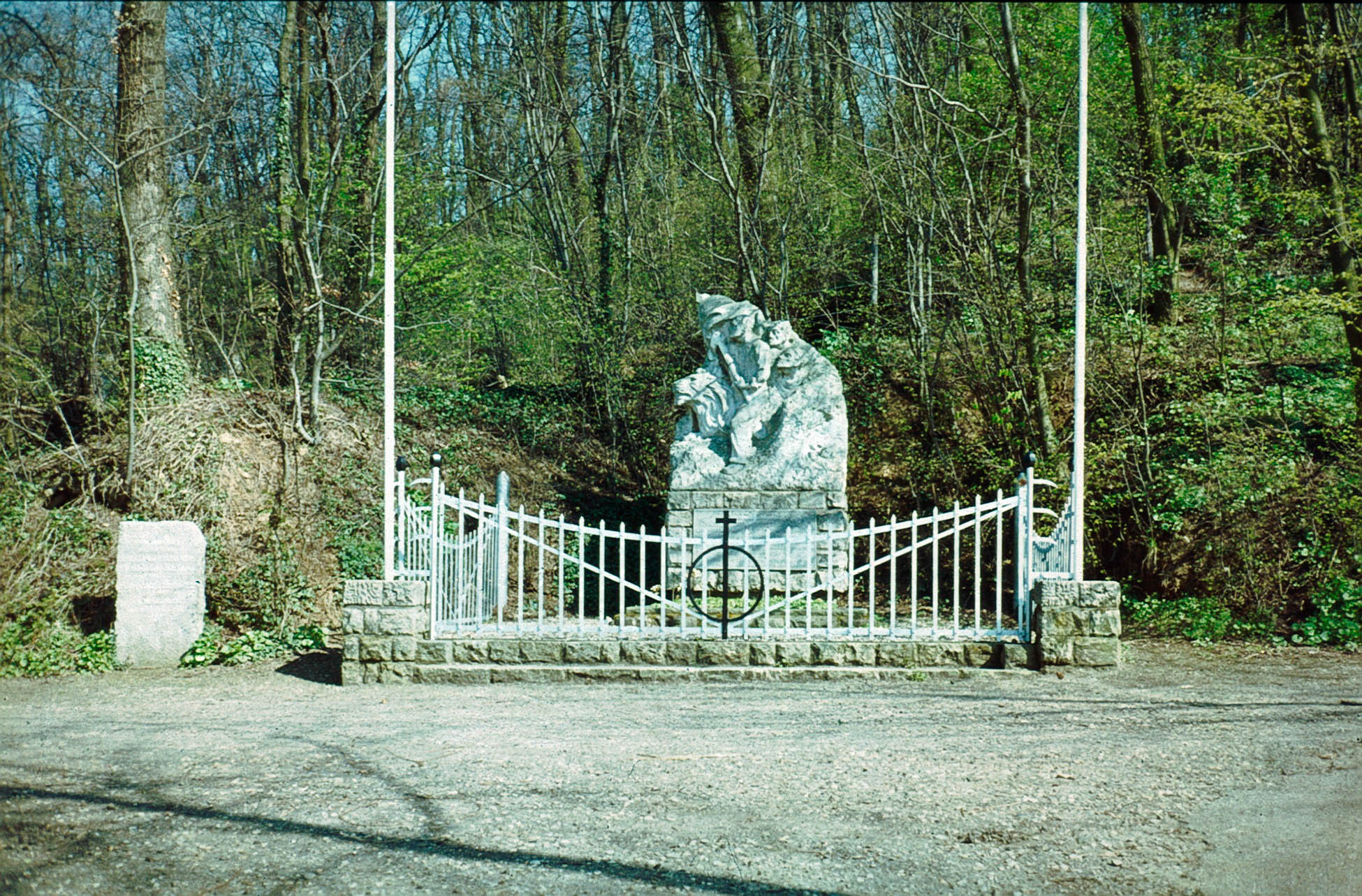
Een stille getuige...
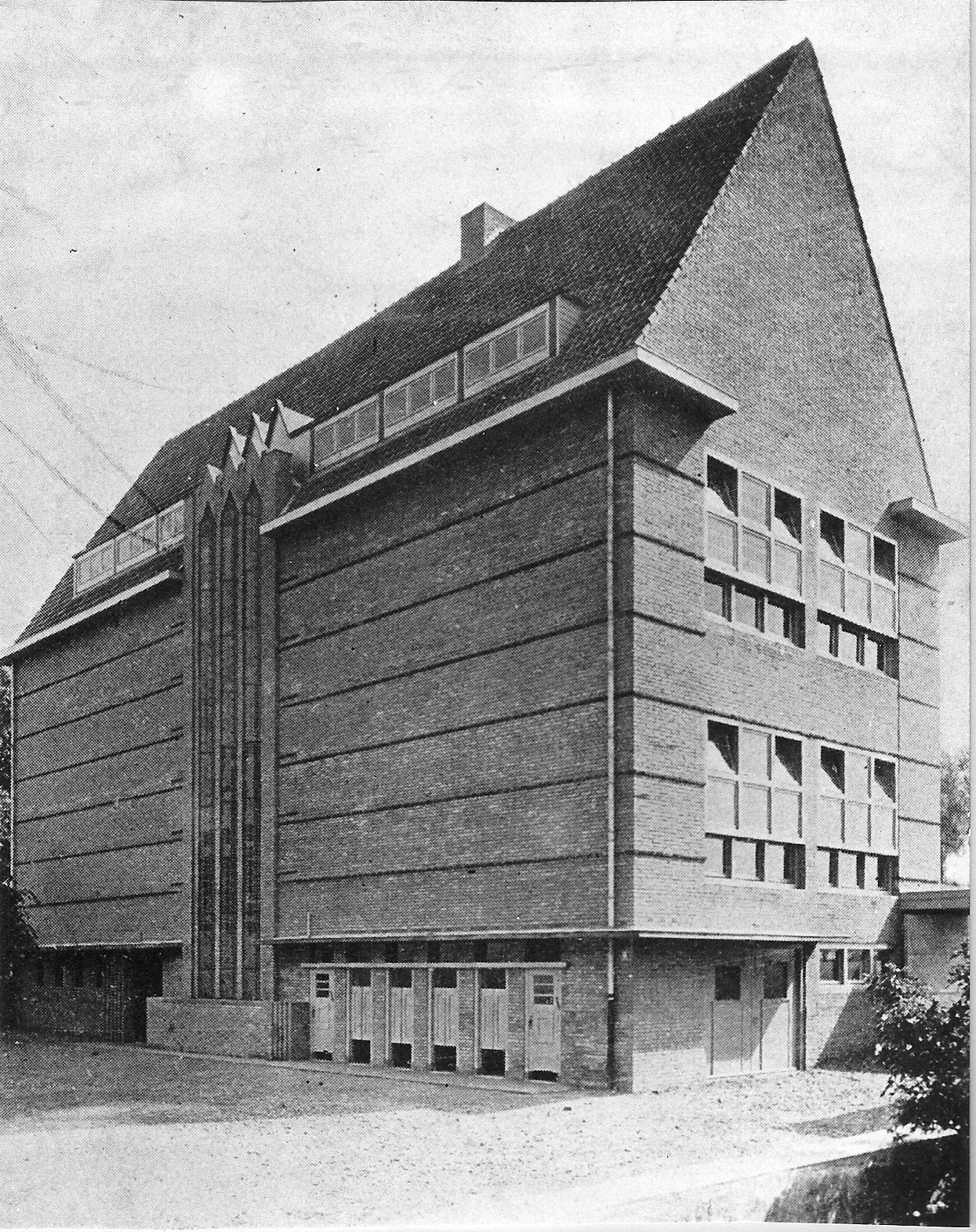
Opening theoriegebouw Ambachtsschool St. Joseph, 21-4-1931.
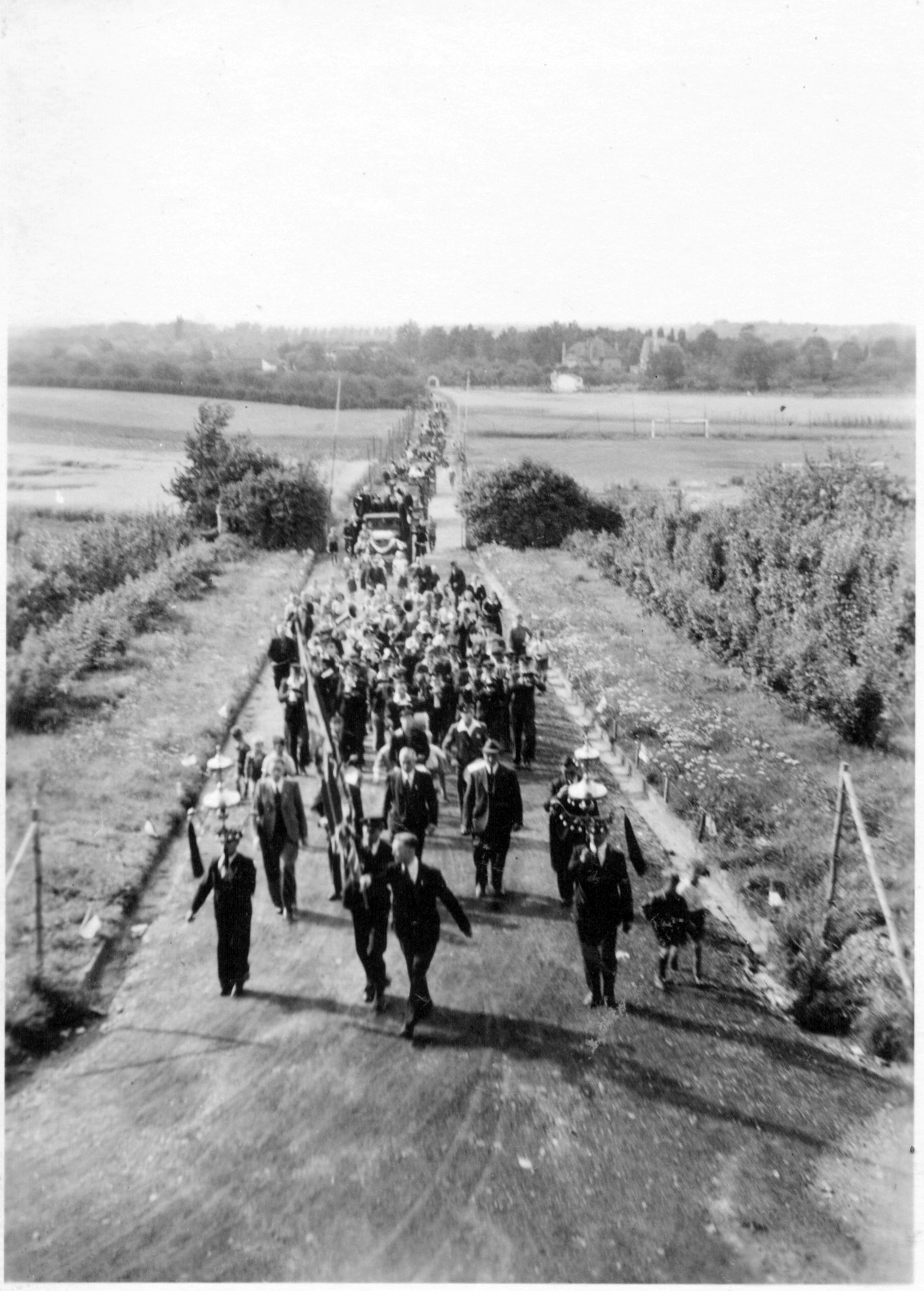
De feestelijke terugkeer van de jongens op 16 juli 1945.
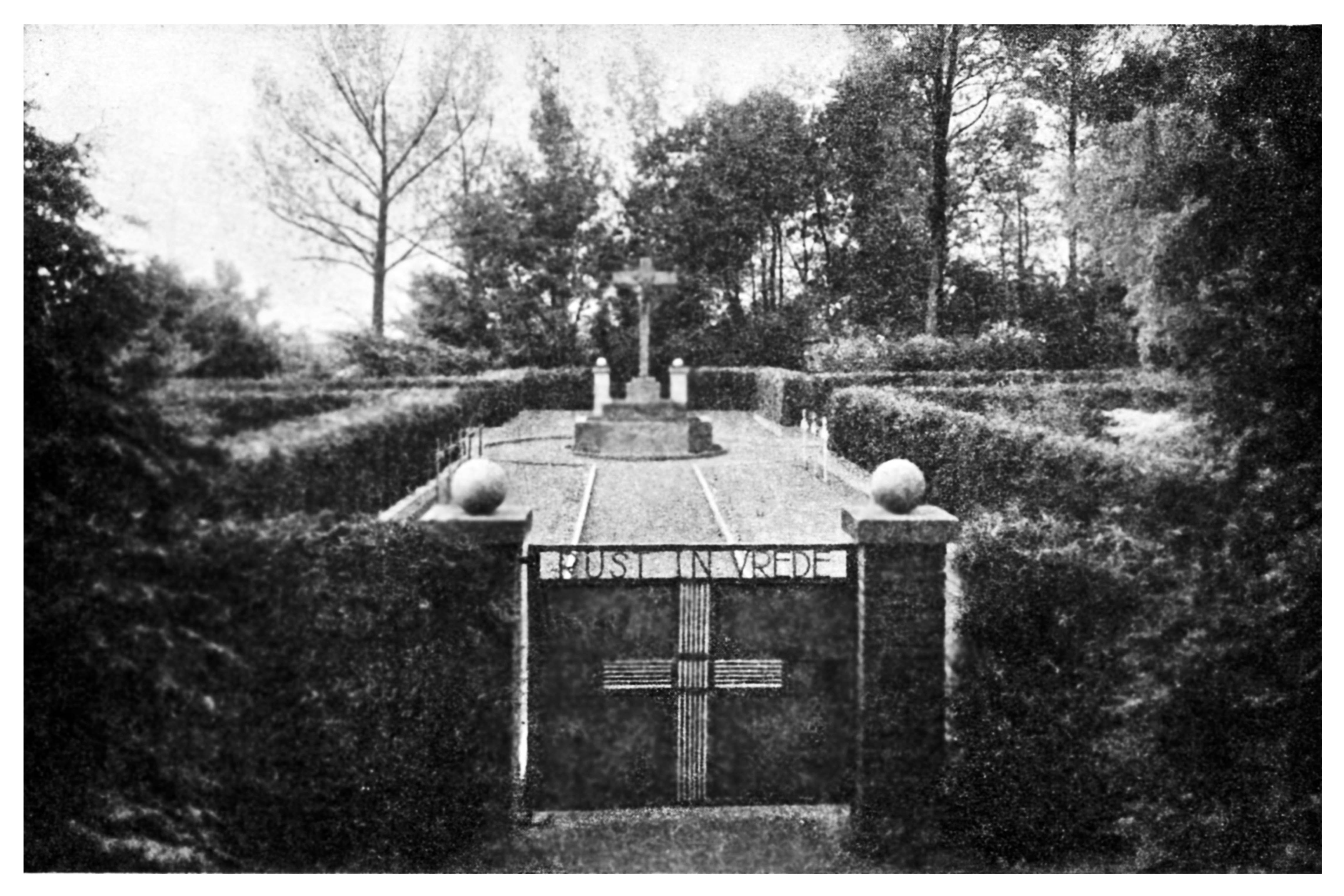
Het kerkhof van de Congregatie S.C.J.
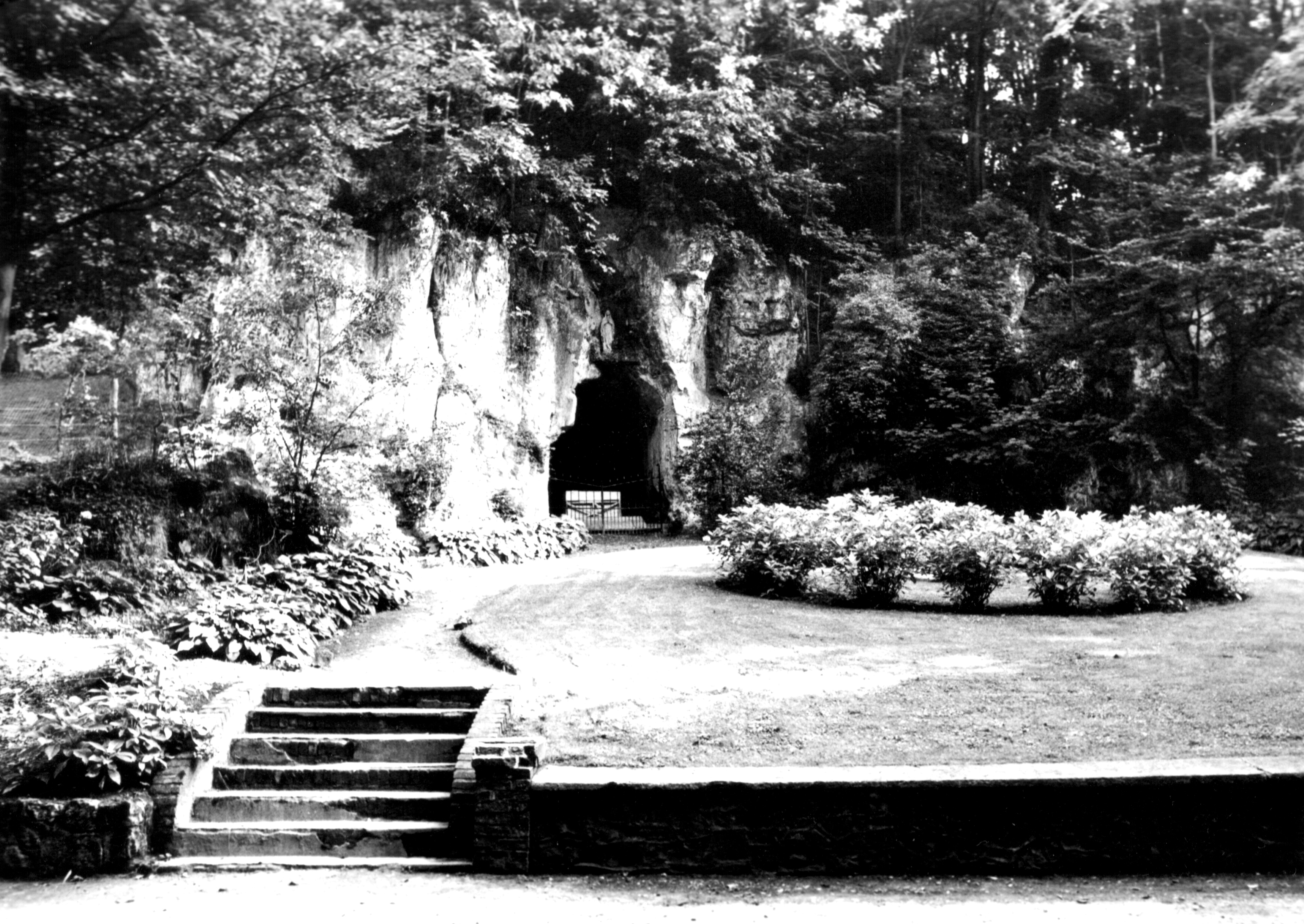
De Mariagrot met links de preekstoel.
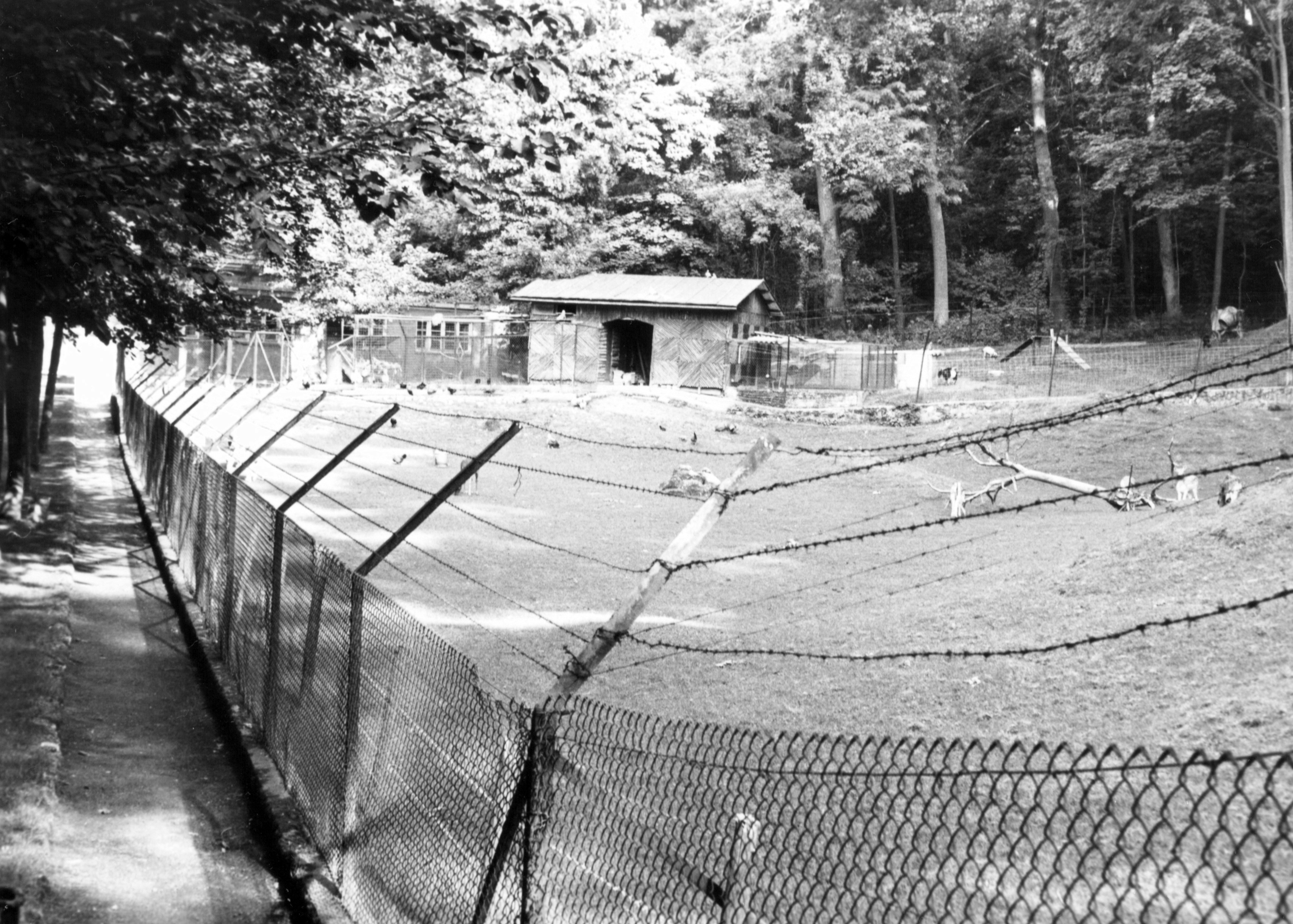
Het hertenkamp tussen de graanschuur en Mariagrot.
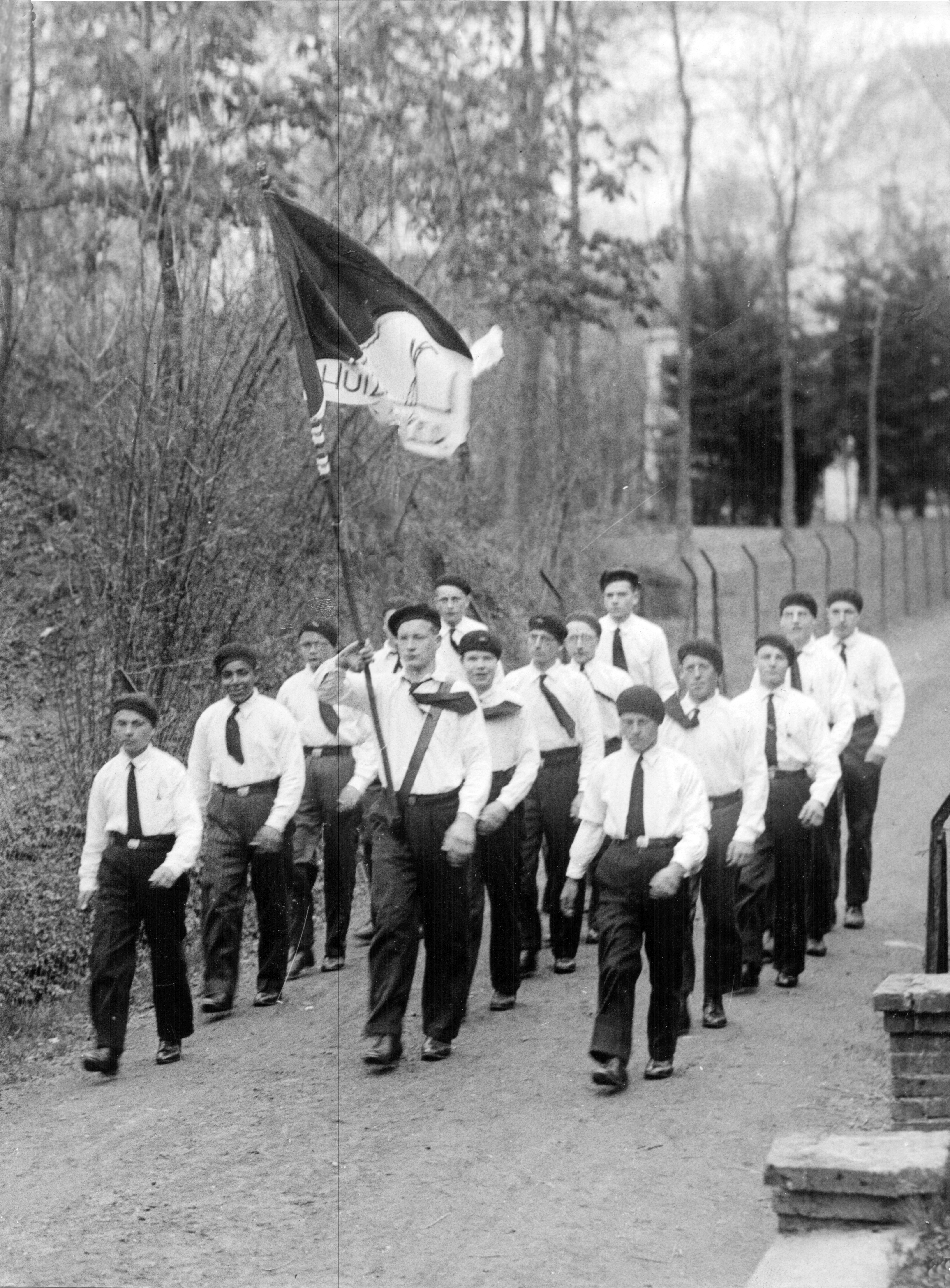
De Globetrotters. De wandelclub die overal in Nederland deelname aan wandeltochten.
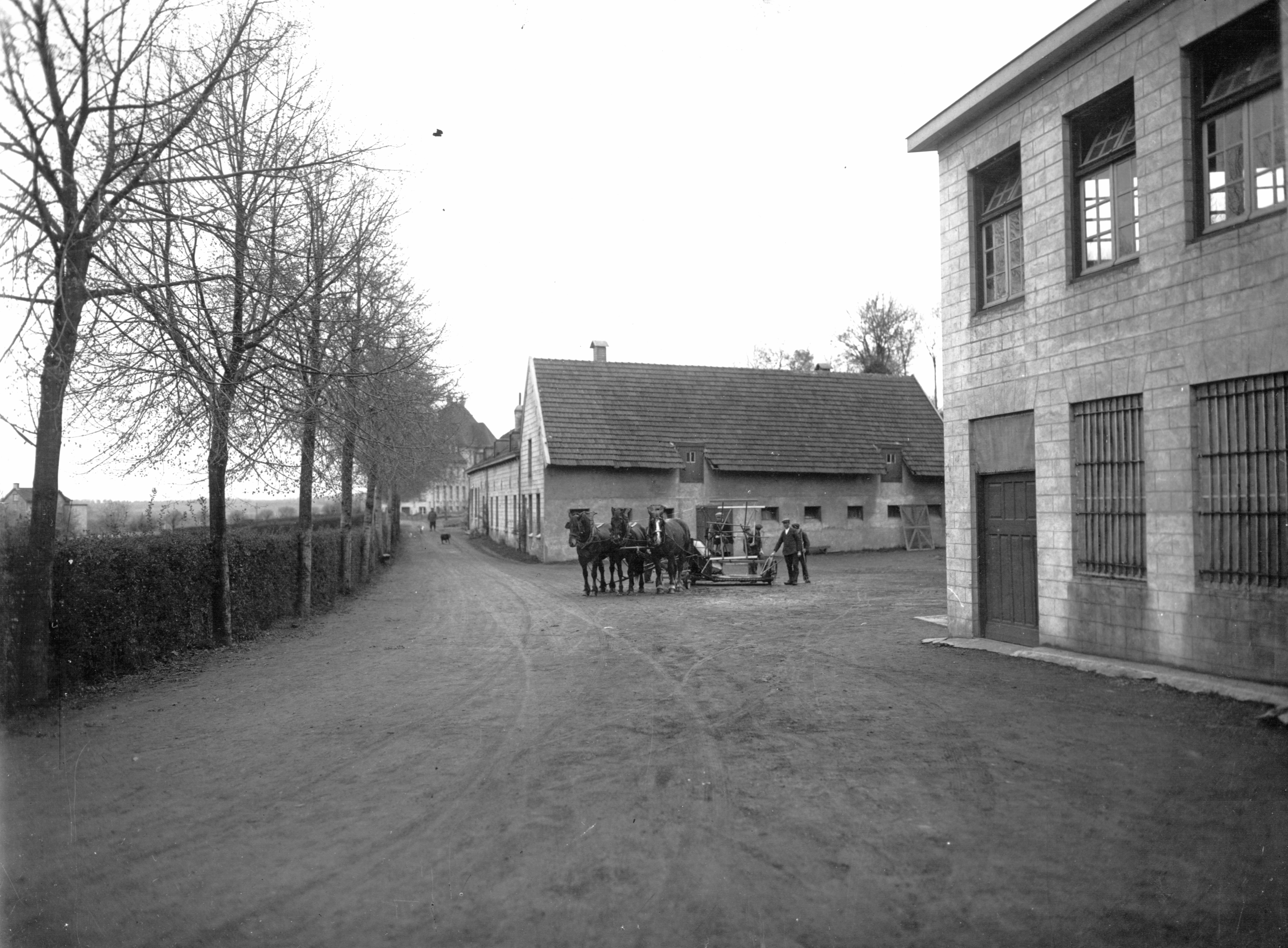
Rechts de graanschuur met onderin de slachterij. verderop de koeien en varkensstallen, de slagerij en bakkerij.
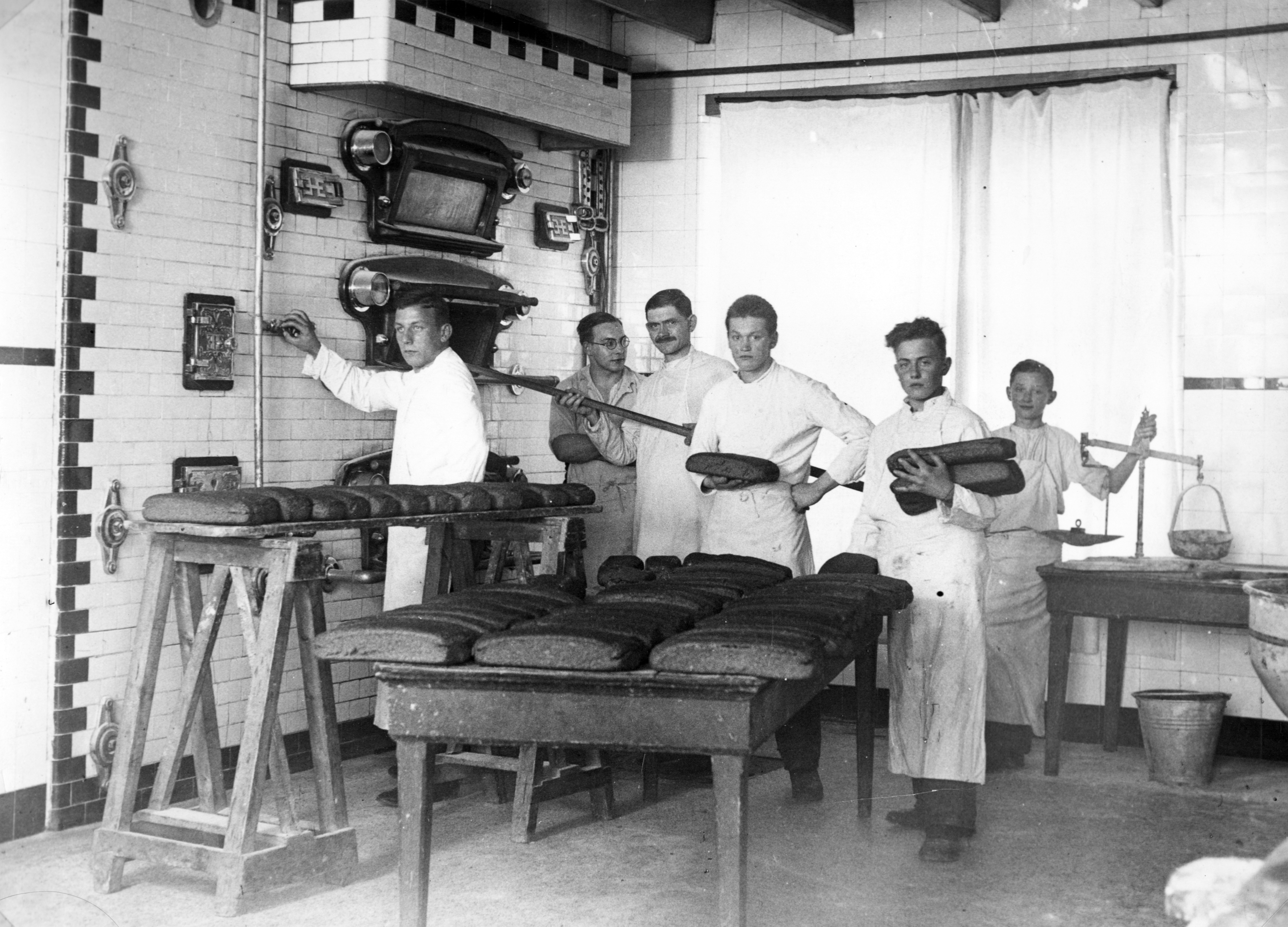
De bakkersleerlingen zorgden voor het dagelijks brood.
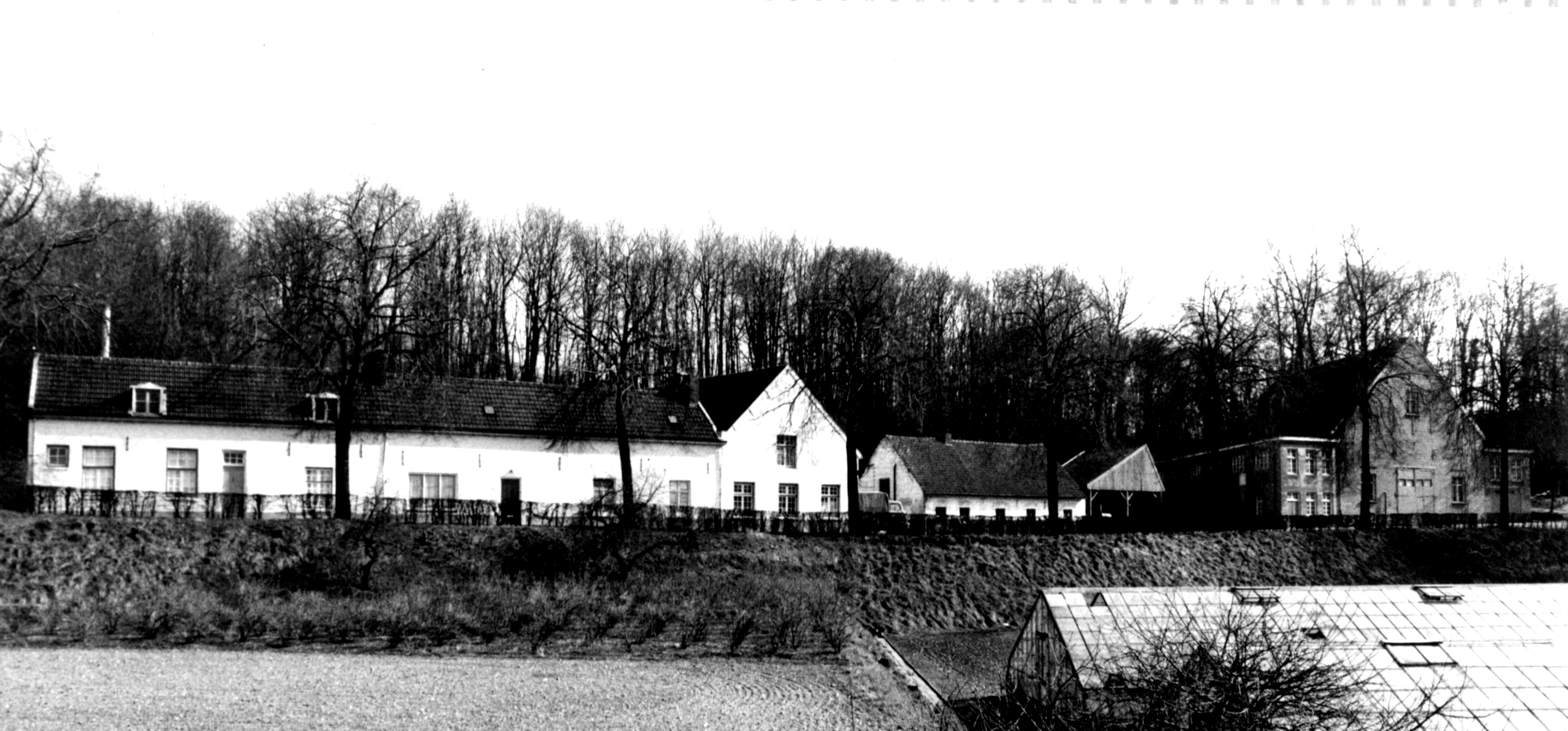
Zicht over de tuinderij naar de boerderij.
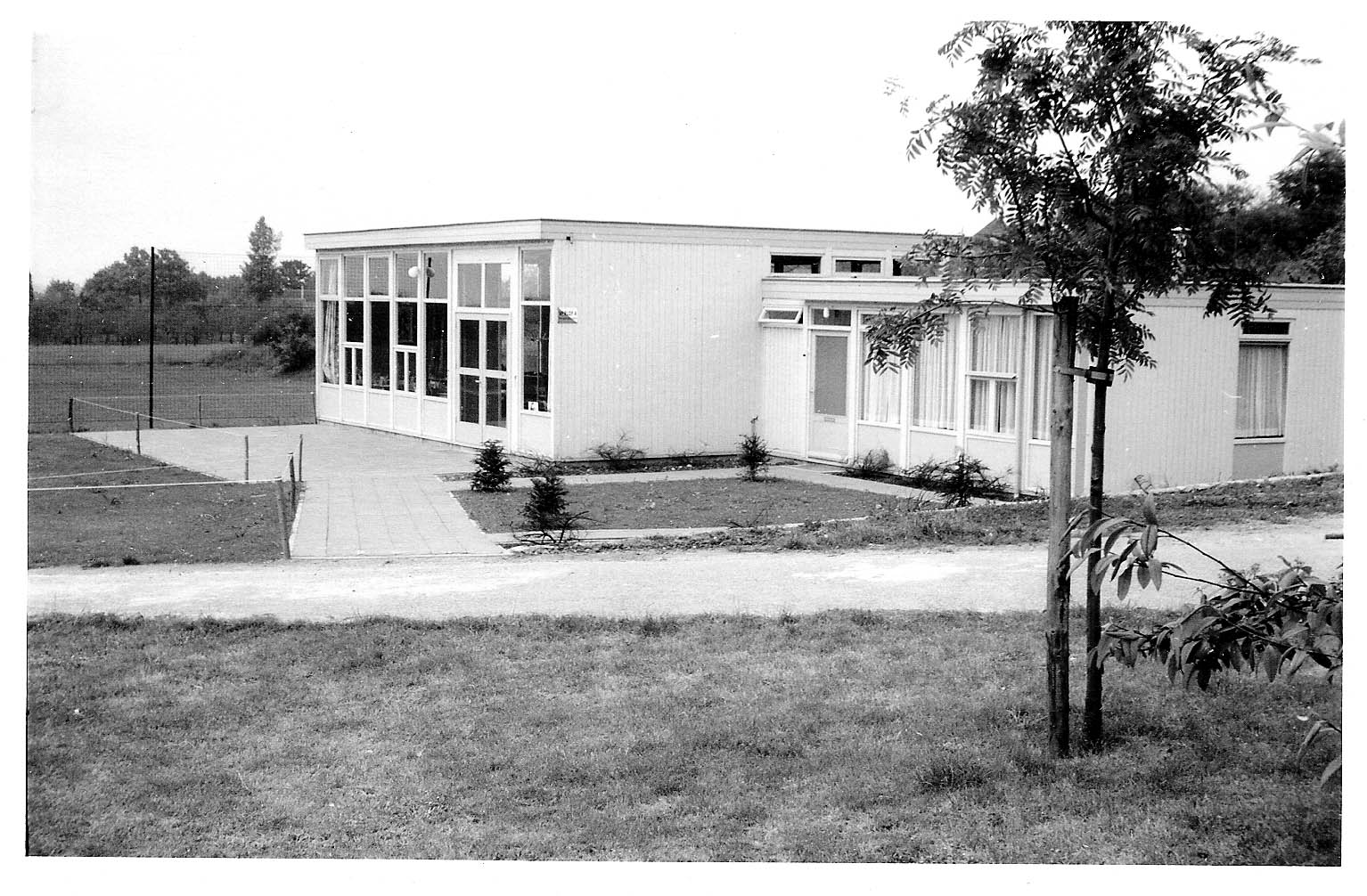
Voetbalkantine Bellevue 1962
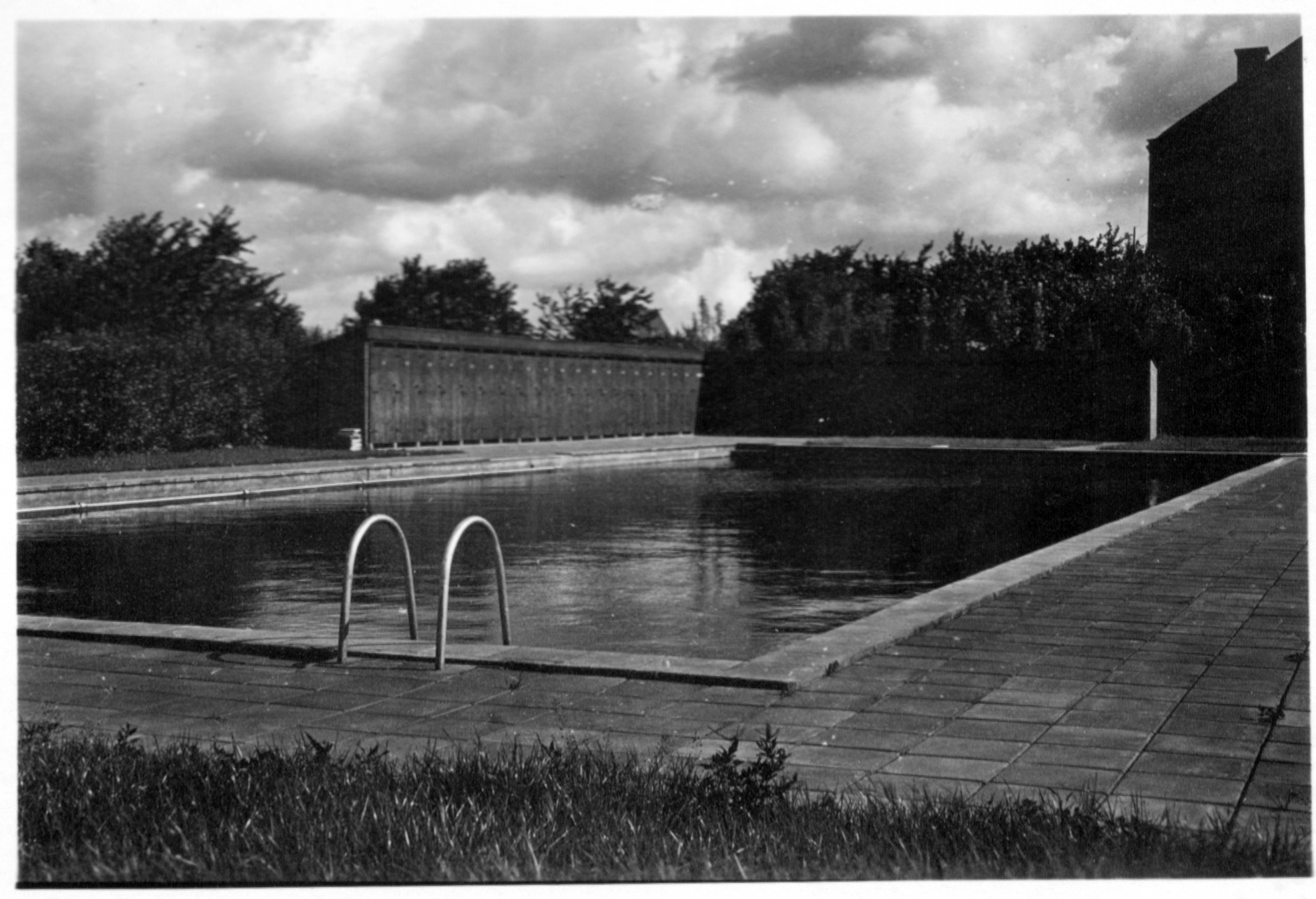
Van bluswaterput naar zwembad.
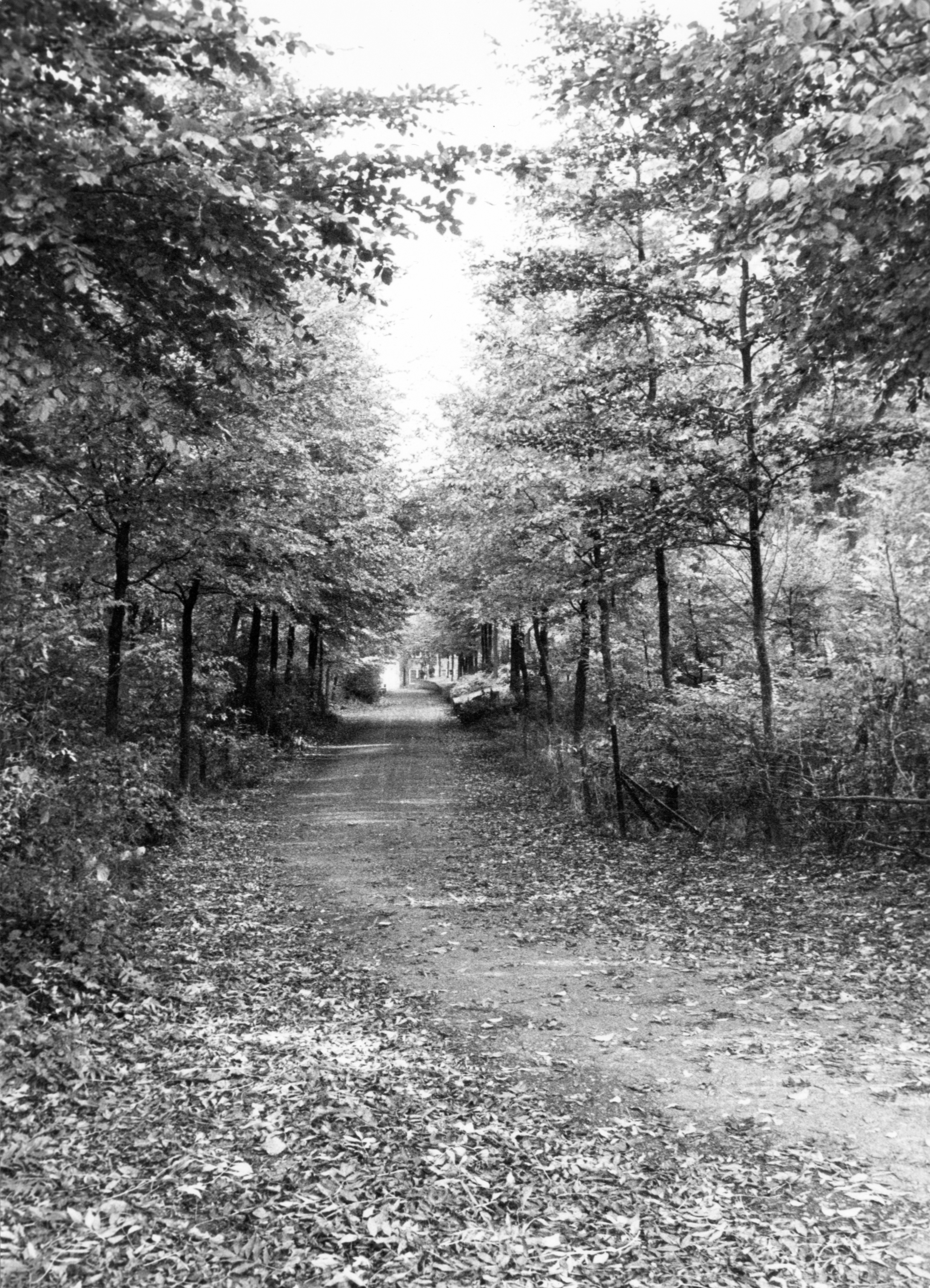
Hoofdpad vanaf het kerkhof naar de boerderij.
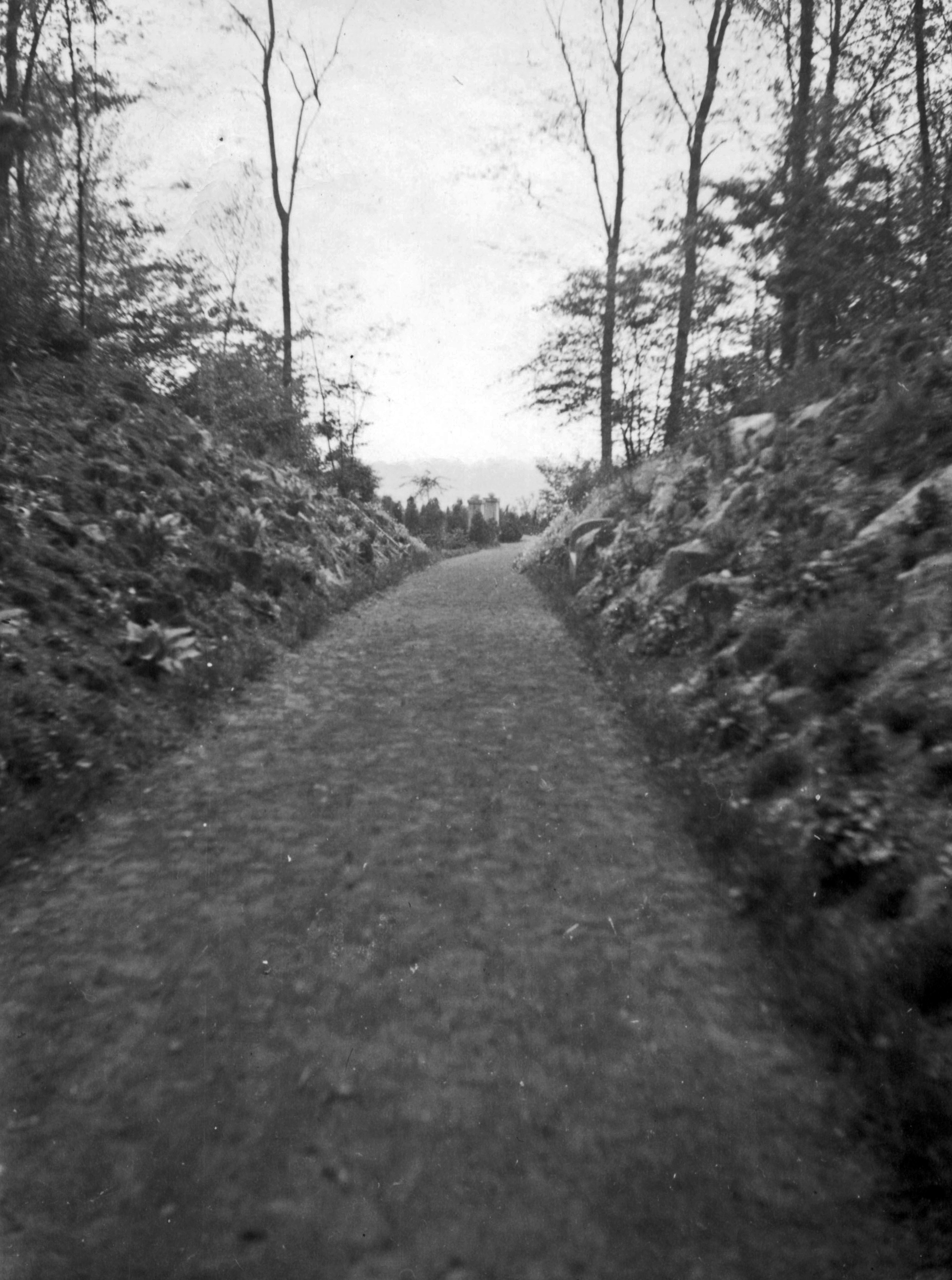
Zijpad door het park naar het Kerkhof.
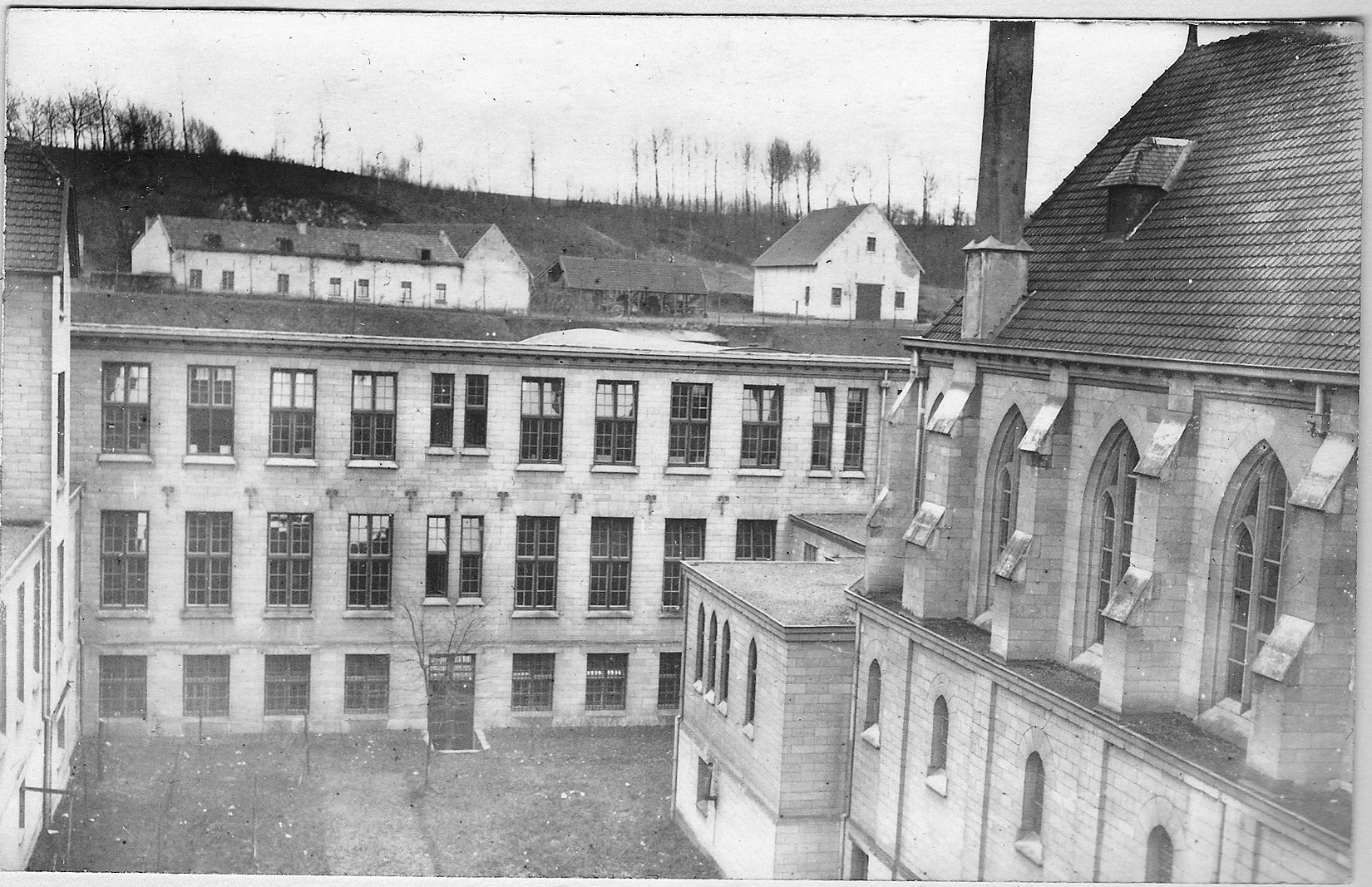